# آلاباما
آلاباما (به انگلیسی: Alabama) (تلفظ انگلیسی: اَلِبَما) (‎i‎/æl.əˈbæm.ə/‎ AL-æl. ə-ˈbæm. ə) یکی از ایالت‌های جنوبی آمریکا و بیست‌ودومین ایالتی است که به ایالات متحدهٔ آمریکا پیوست. این ایالت از شمال با تنسی، از شرق با جورجیا، از جنوب با فلوریدا و خلیج مکزیک، و از غرب با میسیسیپی هم‌مرز است. آلاباما ۳۰اُمین ایالت بزرگ کشور آمریکا بر پایهٔ مساحت و ۲۳اُمین ایالت آمریکا بر پایهٔ جمعیت است. این ایالت ۲۱۰۰ کیلومتر راه آبیِ داخل کشورِ قابل کشتیرانی دارد و از این نظر نمونه است.
مرکز ایالت آلاباما شهر مانتگامری (مونتگومری) است، اما برمینگم (برمینگهام) مرکز اقتصادی و شهری ایالت محسوب می‌شود. بزرگ‌ترین شهر این ایالت، هانتسویل و قدیمی‌ترین شهر آن موبیل است.
هفتاد درصد از آلاباما پوشیده از جنگل است و رودخانه‌های زیادی در آن جریان دارند. دو مورد از این رودخانه‌ها به خلیج موبایل می‌ریزند، جایی که قدیمی‌ترین شهر آلاباما در آن قرار دارد. بلندترین نقطه آلاباما ۲۴۰۰ فوت ارتفاع دارد و هرچه به ساحل نزدیک‌تر می‌شویم، ارتفاع کاهش می‌یابد.
در سال ۲۰۱۹، بزرگترین صادرات آلاباما خودرو بود که ۳۲ درصد از کل تجارت را تشکیل می‌داد و کانادا بزرگترین مقصد صادرات آلاباما بود. در گذشته، پنبه مهم‌ترین محصول اقتصادی آلاباما بود، اما امروزه اهمیت سابق را ندارد.
مردم از خیلی قبل‌تر از سال ۱۰۰۰ میلادی در این منطقه ساکن بوده‌اند. تا سال ۱۰۰۰، این منطقه محل سکونت جوامع بومی شکارچی-گردآورنده بود. این جوامع تا زمان ورود اسپانیایی‌ها در سال ۱۵۴۰ به جوامع بزرگتری به نام مردم میسیسیپی تکامل یافتند. فرانسوی‌ها اولین اروپایی‌هایی بودند که در اوایل دهه ۱۷۰۰ به آلاباما آمدند و حدود نیم قرن بر بخشی از آن حکومت کردند تا اینکه بریتانیایی‌ها کنترل را به دست گرفتند. کنترل بریتانیا چند سال طول کشید تا اینکه ۱۳ مستعمره استقلال خود را اعلام کردند. سپس آلاباما بخشی از قلمرو میسیسیپی شد. در سال ۱۸۱۳، ایالات متحده این سرزمین را از فرانسه به دست آورد و دو سال بعد، آلاباما به بیست و دومین ایالت ایالات متحده تبدیل شد. در سال ۱۸۶۱، آلاباما به همراه سایر ایالت‌های کنفدراسیون، جدایی خود از اتحادیه را اعلام کرد. کنفدراسیون جنگ داخلی را از دست داد و از آن زمان آلاباما بخشی از ایالات متحده بوده است.
آلاباما، همانند بسیاری از ایالت‌های جنوبی، بین جنگ داخلی آمریکا و جنگ جهانی دوم از مشکلات اقتصادیِ بسیاری رنج برد. با وجود گسترش صنایع بزرگ و مراکز شهری، روستاییان سفیدپوست تا دههٔ ۱۹۶۰ میلادی مجلس قانون‌گذاری ایالتی را تحت سلطه داشتند، درحالی‌که شهرنشینان و سیاه‌پوستان در حاشیه قرار داشتند.
پس از جنگ جهانی دوم آلاباما شاهد رشد اقتصادی بود که در نتیجه گذر اقتصاد ایالت از اقتصاد وابسته به کشاورزی به اقتصاد مبتنی بر زمینه‌های گوناگون اتفاق افتاد. تأسیس و گسترش تأسیسات مربوط به نیروهای نظامی ایالات متحده آمریکا به آلاباما کمک کرد تا در میانهٔ قرن بیستم فاصله بین اقتصاد وابسته به کشاورزی و اقتصاد صنعتی را پشت سر بگذارد. اقتصاد آلاباما در قرن بیست و یکم به مدیریت، امور مالی، تولیدات کارخانه‌ها، صنایع هوافضا، معادن، بهداشت و درمان، آموزش، خرده‌فروشی و فناوری وابسته است.
«ایالت یلوهمر» به معنای سهره اروپایی لقب ایالت آلاباما است. همچنین این ایالت به نام «قلب دیکسی» نیز شناخته می‌شود. درخت کاج لانگلیف درخت رسمی و کاملیا گل رسمیِ ایالت آلاباماست.

## تاریخ

### ریشه‌شناسی

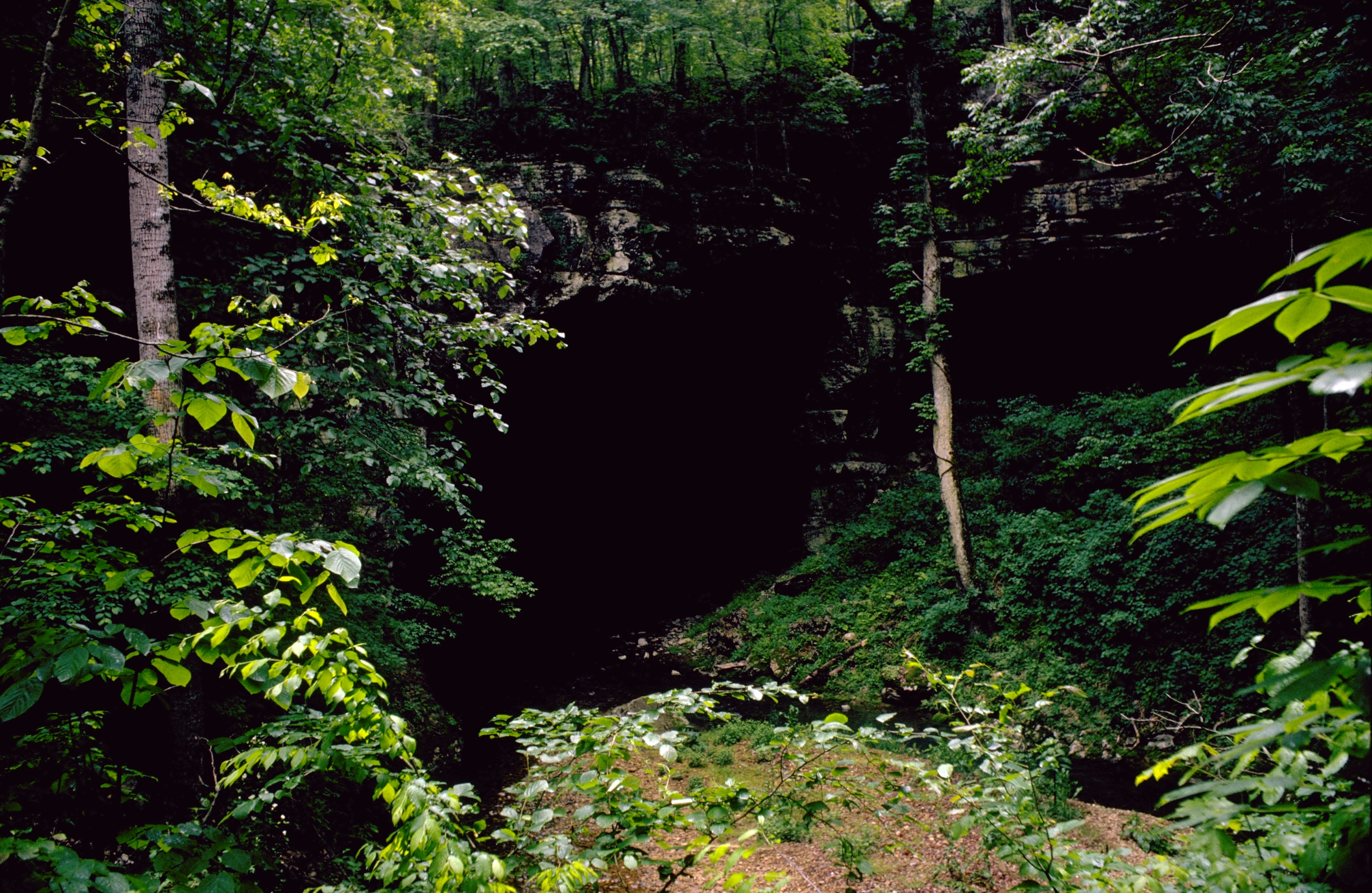
یکی از ورودی‌های غار روسل در جکسون کانتی.

ساکنان آلاباما اعضای یک قبیلهٔ موسکوگی زبان بودند که در نزدیکی محل تلاقی دو رودخانهٔ کوسا و تالاپوسا واقع در اول رودخانه آلاباما زندگی می‌کردند. در زبان آلاباما به شخص آلابامایی «آلابامو» گفته می‌شود. اعتقاد بر این است که واژهٔ آلاباما از زبان چوکتاو نشات گرفته‌است و بعدها توسط قبیلهٔ آلاباما به‌عنوان نام قبیله به کار برده شد. تلفظ کلمه آلاباما به میزان قابل توجهی در بین منابع گوناگون متفاوت است. هرناندو د سوتو اکتشاف گر اسپانیایی آن را به صورت «آلیبامو» تلفظ کرده‌است و رودریگو رانخل آن را «آلیبامو» و «لیمامو» خوانده‌است. در اوایل سال ۱۷۰۲ فرانسوی‌ها آن را «آلیبامون» نامیدند و در نقشه‌های خود رودخانهٔ آلاباما را «رودخانهٔ آلیبامون» ذکر کردند.
گرچه منشأ نام آلاباما قابل تشخیص بوده، اما منابع گوناگون دربارهٔ معنای آن توافق نظر ندارند. در سال ۱۸۴۲ مقاله‌ای در روزنامهٔ جکسونویل ریپابلیکَن منتشر شد که ادعا می‌کرد معنای نام آلاباما «اینجا ما استراحت می‌کنیم» است. این تصور در سال ۱۸۵۰ پس از انتشار در نوشته‌های آلکساندر بیوفورت میک همگانی شد. زبان‌شناسان متخصص در زبان موسکوگی در پیدا کردن مدرکی برای پشتیبانی از این معنی ناتوان بوده‌اند. پژوهشگران بر این باورند که این کلمه از دو واژه در زبان کوچتاو، شامل آلبا (یعنی "گیاهان" یا "درختان و چوب‌ها") و آمو (یعنی "بریدن"، "پیراستن"، یا "جمع کردن") گرفته شده‌است. معنای آلاباما شاید «تمیزکنندگان بیشه‌زار» یا «جمع‌کنندگان بوته» باشد که به تمیز کردن زمین برای کشاورزی یا جمع‌آوری گیاهان دارویی اشاره دارد. آلاباما یکی از چندین نام مکانی است که در ایالت‌های با ریشه‌ای از بومیان آمریکا وجود دارد.

### ساکنان بومی پیش از ورود اروپاییان

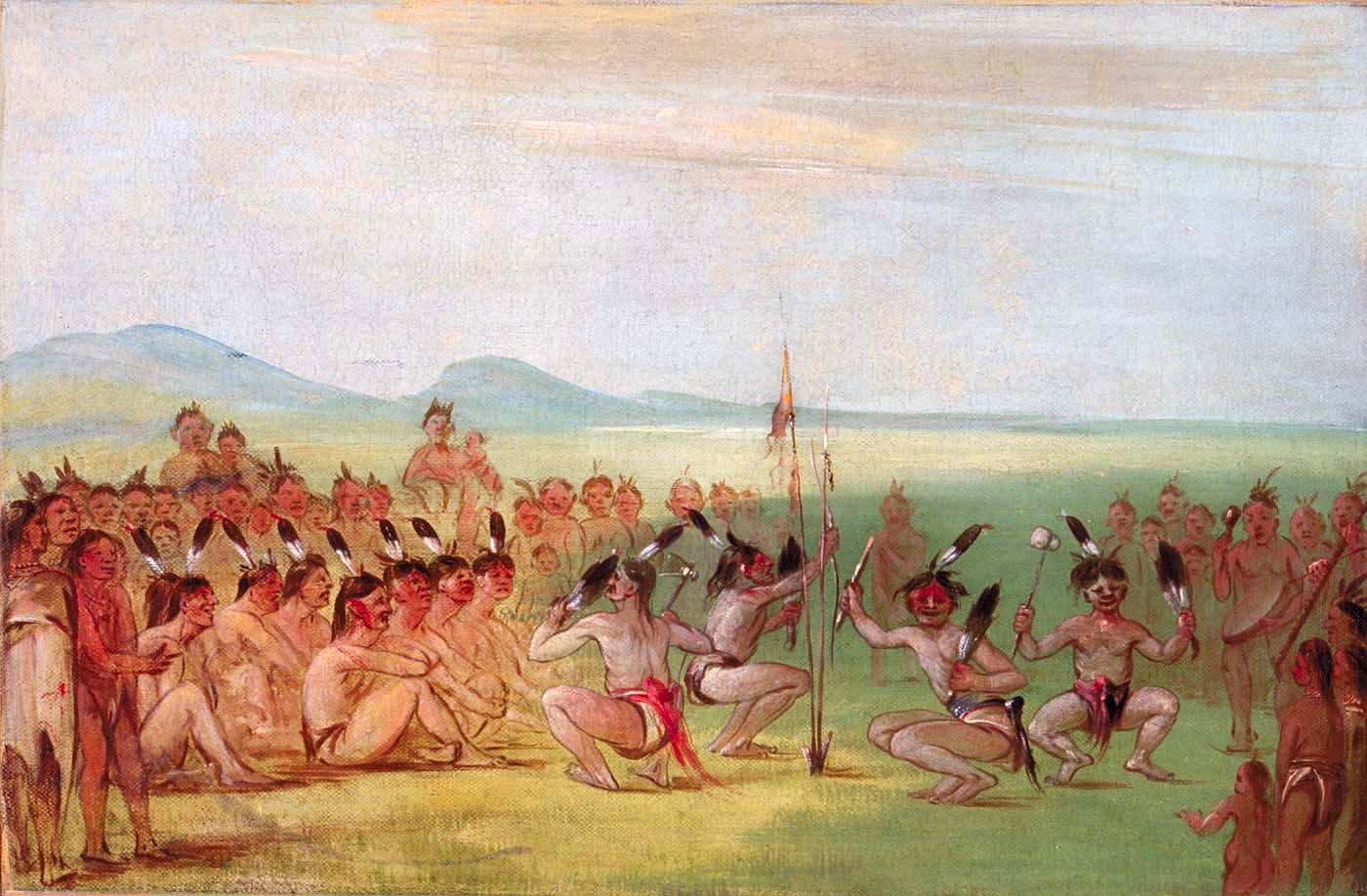
رقص عقاب در قبیلهٔ چاکتاو.

پیش از ورود اروپاییان مردمان بومی با فرهنگ‌های گوناگون در این منطقه زندگی می‌کردند. بازرگانی با شمالشرق در دورهٔ «بوریال موند» (از ۱۰۰۰ سال پیش از میلاد تا ۷۰۰ میلادی) از طریق رودخانه اوهایو آغاز شد و تا برخورد با اروپاییان ادامه یافت.
محدودهٔ تمدن میسیسیپی بیشتر این ایالت را بین سال‌های ۱۰۰۰ تا ۱۶۰۰ میلادی پوشانده بود. یکی از این بزرگترین مراکز تمدنی در پایگاه باستان‌شناسی ماوندویل در ماوندویل، آلاباما وجود دارد.
قبایل بومی آمریکا که در محدودهٔ آلابامای کنونی زندگی می‌کردند در زمان برخورد با اروپاییان شامل «ایروکویی‌ها»، «چروکی‌ها»، «موسکوگی‌ها»، «چیکاساوها»، «چوکتاوها»، «کریک‌ها» و «کواساتی‌ها» بودند.

### استقرار اروپایی‌ها
فرانسوی‌ها نخستین شهر اروپایی را در «منطقهٔ اُلد موبیل» در سال ۱۷۰۲ بنیان گذاشتند. این شهر در سال ۱۷۱۱ (۱۰۸۹ خورشیدی) به مکان کنونی شهر موبیل منتقل شد. این منطقه بین سال‌های ۱۷۰۲ تا ۱۷۶۳ (۱۰۸۰ تا ۱۱۴۲) فرانسوی بود و بین سال‌های ۱۷۶۳ تا ۱۷۸۳ (۱۱۴۲ تا ۱۱۶۲) جز "فلوریدای غربی بریتانیاً بود. بین سال‌های ۱۸۷۳ تا ۱۸۲۱ (۱۱۶۲ تا ۱۲۰۰) میان اسپانیا و ایالات متحده تقسیم شد و پس از آن به ایالات متحده پیوست. توماس باست (از وفاداران به سلطنت بریتانیا) از نخستین ساکنان سفیدپوست آلاباما در خارج از "موبیل" بود. او در دهه ۱۷۷۰ در قلمروی تامبیگبی، جایی که اکنون شهرستان واشینگتن نامیده می‌شود، سکونت داشت. آنچه که امروزه شهرستان‌های موبیل و بالدوین نامیده می‌شوند در سال ۱۷۸۳ قسمتی از فلوریدای غربی اسپانیا شد و در سال ۱۸۱۰ (۱۱۸۹) بخشی از جمهوری مستقل فلوریدای غربی شد و در نهایت در سال ۱۸۱۲ به قلمروی میسیسیپی پیوست. منطقه‌ای که امروزه شمال و مرکز آلاباما و میسیسیپی را تشکیل می‌دهد، بعد از سال ۱۷۶۷ توسط استان جورجیا مورد ادعا بود و پس از جنگ انقلاب آمریکا قسمتی از جورجیا باقی‌ماند گرچه به شدت مورد مناقشه بود.

### اوایل تشکیل ایالت

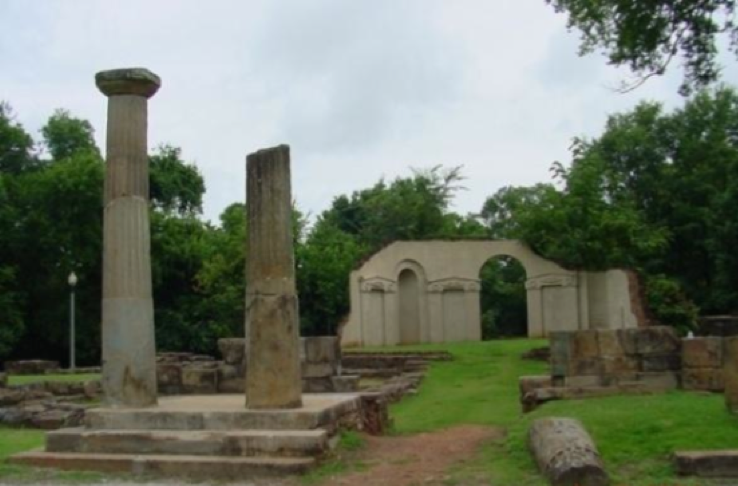
خرابه‌های ساختمان عمارت پارلمان ایالتی در کپیتول پارک در تاسکالوسا. این عمارت توسط ویلیام نیکولز طراحی و بین سال‌های ۱۸۲۷ تا ۱۸۲۹ ساخته شد. ده سال پس از انتقال پایتخت به مونتگمری در سال ۱۸۵۷ تبدیل به کالج دخترانهٔ مرکزی آلاباما شد. این عمارت در سال ۱۹۲۳ در اثر آتش‌سوزی ویران شد.

آلاباما در سال ۱۸۱۹ به‌عنوان بیست‌ودومین ایالت به ایالات متحده پیوست. کاهابا که اکنون شهری متروکه است بین سال‌های ۱۸۲۰ تا ۱۸۲۵ نخستین پایتخت ایالت بود. در زمان پذیرفته شدن آلاباما در ایالات متحده، تب آلاباما با هجوم ساکنان و سوداگران زمین برای بهره‌مندی از زمین‌های حاصلخیز مناسب برای کشت پنبه در جریان بود. کشاورزان اهل جنوب‌شرق و بازرگانان برده‌ها را به خاطر گسترش کشتزارهای پنبه همراه خود آوردند. اقتصاد مناطق مرکزی آلاباما بر پایهٔ کشتزارهای پنبه بنیان گذاشته شد و مالکان زمین‌های کشاورزی با نیروی کار برده ثروتمند شدند. این منطقه بسیاری از تهی‌دستان و افراد محروم از حق رأی (غیر سفیدپوستان) و کشاورزان سنتی را به سوی خود کشاند. در سال ۱۸۱۰ (۱۱۸۹) آلاباما جمعیت تقریباً برابر با ۱۰۰۰۰ داشت اما تا سال ۱۸۳۰ جمعیت آلاباما به ۳۰۰۰۰۰ رسید. بیشتر قبایل بومی در ظرف چند سال پس از تصویب قانون جابه‌جایی سرخ‌پوستان توسط کنگره آمریکا در سال ۱۸۳۰ (۱۲۰۹) از منطقه محو شدند.

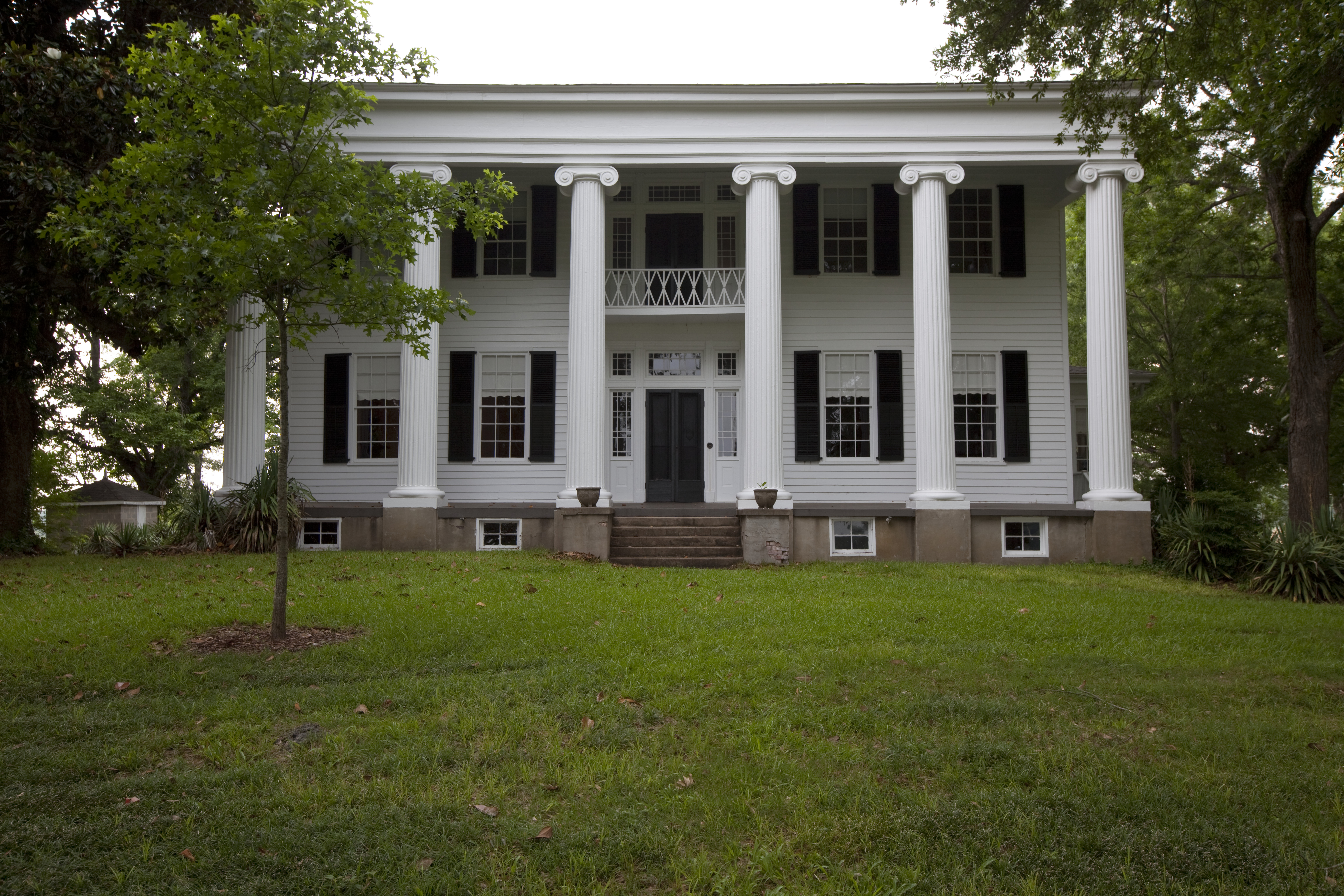
عمارت اصلی یک مزرعه ساخته شده در ۱۸۳۳ در تورنهیل

بین سال‌های ۱۸۲۶ تا ۱۸۴۶، تاسکالوسا پایتخت آلاباما بود. مجلس قانون‌گذاری ایالتی آلاباما در ۳۰ ژانویه ۱۸۴۶ پایتخت را از تاسکالوسا به مونتگمری انتقال داد. نخستین نشست مجلس در پایتخت جدید در دسامبر ۱۸۴۷ برگزار شد. ساختمان پارلمان ایالتی جدید تحت هدایت معمار، استیفن دکاتور بوتون بر پا شد. ساختمان اولیه در سال ۱۸۴۹ (۱۲۲۸) در اثر آتش‌سوزی سوخت، اما در سال ۱۸۵۱ در همان مکان با طراحی باراچیوس هولت اهل اکستر، مین تجدید ساخت شد. این ساختمان تاکنون پا بر جا مانده‌است.

### جنگ داخلی و بازسازی

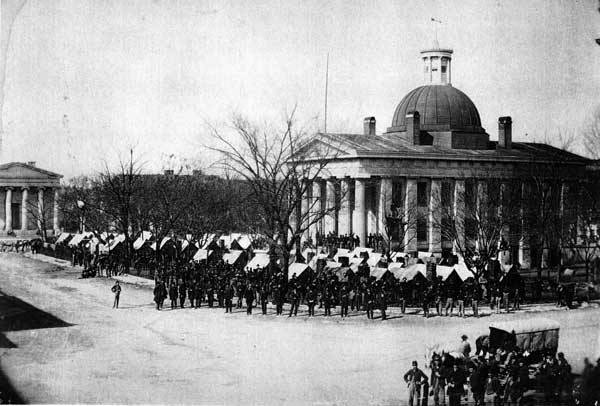
سربازان ارتش نیروهای شمالی میدان کورتهاوس را در هانتسویل اشغال کرده‌اند، پس از تصرف دوبارهٔ آن توسط نیروهای فدرال در سال ۱۸۶۴.

در ۱۱ ژانویه ۱۸۶۱ آلاباما جدایی خود را از ایالت‌های شمالی اعلام کرد و به ایالات مؤتلفه آمریکا پیوست. با وجود این که نبردهای کمی در این ایالت به وقوع پیوست اما آلاباما حدود ۱۲۰۰۰۰ سرباز را به جنگ داخلی آمریکا فرستاد. بردگان در آلاباما با تصویب متمم ۱۳اُم قانون اساسی در سال ۱۸۶۵ آزاد شدند. گروهی از سربازان سواره‌نظام از هانتسویل به نیروهای سرلشکر فارست در کنتاکی پیوستند. این گروه از سربازان لباس زرد رنگ پوشیده بودند. این پوشش باعث شد آن‌ها را «یلوهمر» به معنای «سهره» بنامند. بعداً تمامی سربازان آلاباما در ارتش موتلفه به «یلوهمر» مشهور شدند.
آلاباما پس از پایان جنگ تا بازگشت دوباره به اتحادیه در سال ۱۸۶۸ تحت حکومت نظامی بود. بین سال‌های ۱۸۶۷ تا ۱۸۷۴ رهبران سیاسی بسیاری میان سیاه‌پوستان در ایالت پدیدار شدند. در این دوره سه نماینده سیاه‌پوست با نام‌های ژرمیا هارالسون، بنجامین استرلینگ ترنر و جیمز توماس راپیر از آلاباما در کنگره حاضر شدند.

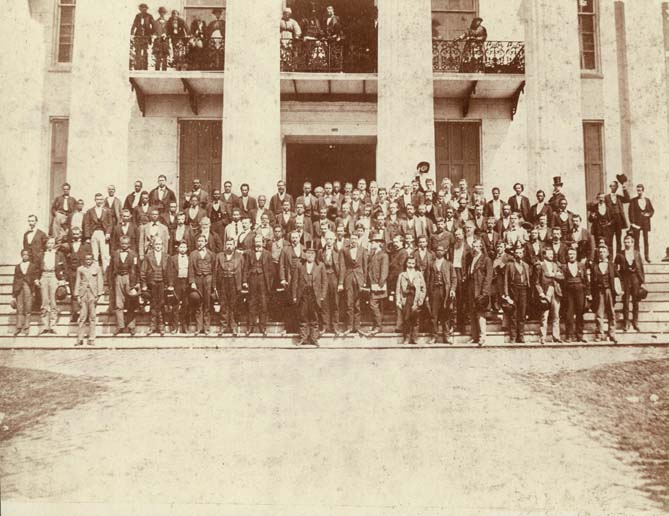
مجلس قانونگذاری آلاباما در سال ۱۸۷۲ در طی بازسازی.

پس از جنگ اقتصاد آلاباما هنوز به‌طور عمده کشاورزی و وابسته به پنبه بود. در طول دوره بازسازی قانونگذاران ایالتی قانون اساسی جدید را تصویب کردند که برای نخستین بار سامانه مدارس همگانی را ایجاد کرد و حقوق زنان را گسترش داد. قانونگذاران بودجه ساخت چندین جاده و طرح‌های خط آهن را تأمین کردند، هر چند که این اقدامات با مسایلی مانند اختلاس و کلاه‌برداری همراه شد. در این دوره گروه‌های مقاومت سازمان یافته برای آزار برده‌های آزاد شده و سرکوب جمهوری‌خواهان وارد عمل شدند. اگر چه در میان این گروه‌ها کو کلاکس کلان از همه شناخته شده تر بود اما گروه‌های شوالیه‌های کاملیای سفید، پیراهن قرمزها و پیمان سفید نیز فعال بودند.
دورهٔ بازسازی در آلاباما در سال ۱۸۷۴ پایان یافت، دوره‌ای که مجلس قانون‌گذاری و اداره‌های دولتی در دست دموکرات‌ها بود. دموکرات‌ها در سال ۱۸۷۵ یک قانون اساسی جدید نوشتند. همچنین در این سال مجلس قانون‌گذاری قانون ممنوعیت استفاده بودجه همگانی برای تأمین مالی مدارس مذهبی را تصویب کرد. در همان سال قانون جدایی نژادی در مدارس نیز تصویب شد. جدایی نژادی در خودروهای مسافری خط آهنی هم در سال ۱۸۹۱ (۱۲۷۰) اجرا شد. تا پایان قرن نوزدهم سایر موارد مربوط به جدایی نژادی در قوانین جیم کرو به تصویب رسید.

### ۱۹۰۰ تا ۱۹۴۹ (۱۲۷۹ تا ۱۳۲۸)

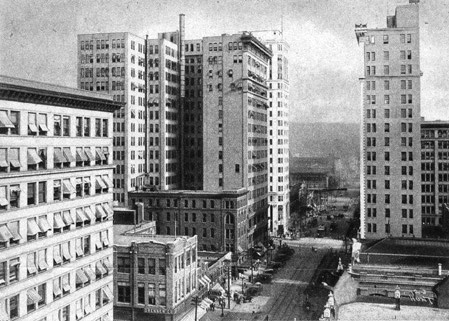
آسمان‌خراش‌های در حال گسترش در سال ۱۹۱۵

قانون اساسی جدید آلاباما در سال ۱۹۰۱ (۱۲۸۰) تصویب شد و شامل قوانین انتخاباتی‌ای بود که به‌طور مؤثری سیاه‌پوستان و تهیدستان سفیدپوست را با شرط‌های مربوط به سواد و میزان مالیات پرداختی از حق رأی محروم می‌کرد. در سال ۱۹۰۰ (۱۲۷۹) در آلاباما بیش از ۱۸۱۰۰۰ سیاه‌پوست واجد شرایط رأی دادن بودند اما در سال ۱۹۰۳، پس تصویب قانون انتخاباتی جدید ۲۹۸۰ نفر حق ثبت نام برای رأی دادن داشتند، گرچه دست کم ۷۴۰۰۰ سیاه‌پوست باسواد بودند.
قانون اساسی ۱۹۰۱ جدایی نژادی در مدرسه‌ها را تصریح کرد. همچنین ازدواج بین نژادی غیرقانونی شد. جداسازی‌های نژادی بیشتر نیز تا دههٔ ۵۰ اعمال شد: جداسازی در زندان‌ها در سال ۱۹۱۱، در بیمارستان‌ها ۱۹۱۵، در دستشویی، هتل و رستورانها ۱۹۲۸ و ایستگاه‌های اتوبوس ۱۹۴۵ (۱۳۲۴).

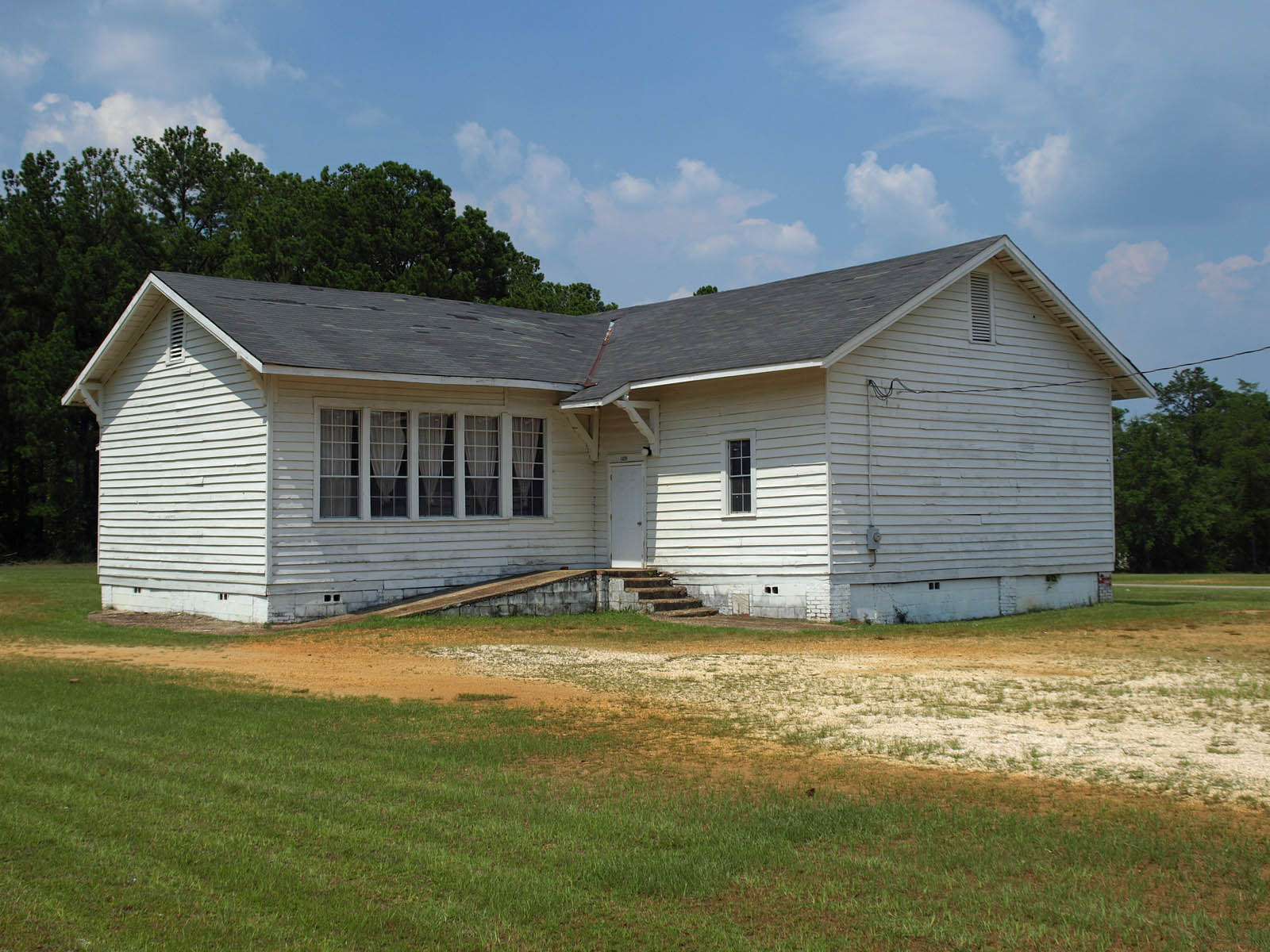
مدرسهٔ "ماونت سینای" در حومهٔ "شهرستان آوتاوگاً که در سال ۱۹۱۹ تکمیل شد. این مدرسه یکی از ۳۸۷ مدرسهٔ روزنوالد بود که برای سیاه‌پوستان در آلاباما ساخته شد.

مجلس قانون‌گذار ی تحت تسلط زمینداران به‌طور مداوم از بودجهٔ مدرس و خدمات سیاه‌پوستان محروم از حق رأی می‌کاست اما آن‌ها را از دادن مالیات معاف نمی‌کرد. برای جبران بخشی از مکبود بودجهٔ آموزشی برای سیاه‌پوستان در ایالتهای جنوبی، شخصی سفیدپوست به نام «جولیوس روزنوالد» ساخت تعداد مدرسه را تأمین مالی کرد. تا سال ۱۹۱۳ ۸۰ مدرسهٔ روزنوالد در آلاباما ساخته شد و تا پایان ۱۹۳۷ (۱۳۱۶) در مجموع ۳۸۷ مدرسه، ۷ تربیت معلم و چندین ساختمان آموزشی فنی و حرفه‌ای در آلاباما تکمیل شد. شماری از این ساختمان‌های روزنوالد هم‌اکنون در فهرست ثبت ملی مکان‌های تاریخی ثبت شده‌است.
ادامه تبعیض نژادی و رکود کشاورزی و عدم به عمل آمدن محصول پنبه به دلیل آفت حشرهٔ «بال ویویل» منجر به مهاجرت ده‌ها هزار نفر از سیاه‌پوستان به شهرهای شمالی شد. آن‌ها آلاباما را در اوایل قرن بیستم به‌عنوان بخشی از «مهاجرت بزرگ» ترک کردند و برای یافتن شغل و آینده‌ای بهتر به شهرهای صنعتی شمال رفتند. نرخ رشد جمعیت در آلاباما (جدول «جمعیت‌ها در دوره‌های مختلف» را ببنید) در اثر «مهاجرت بزرگ» از سال ۱۹۱۰ تا ۱۹۲۰ تا نزدیک به نصف کاهش یافت.
در همین زمان بسیاری از سفیدپوستان و سیاه‌پوستان روستایی برای کار در مشاغل جدید صنعتی به شهر برمینگهم مهاجرت کردند. این شهر به دلیل این چنین رشد سریعی به «شهر جادویی» ملقب شد. در دههٔ ۱۹۲۰ برمینگهم ۱۹اُمین شهر بزرگ ایالات متحده بود که ۳۰ درصد از جمعیت ایالت را در خود جای داده بود. صنایع سنگین و معدن اساس اقتصاد بود. رشد صنعتی مربوط به تولید احتیاجات جنگ جهانی دوم سطحی از رفاه را در آلاباما به ارمغان آورد که از پیش از جنگ داخلی دیده نشده بود. کارگران روستایی برای یافتن شغل‌های بهتر و کیفیت زندگی بالاتر به شهرهای بزرگ هجوم آوردند. یکی از نمونه‌های این هجوم کارگران در موبیل اتفاق افتاد. بین سال‌های ۱۹۴۰ تا ۱۹۴۳ (۱۳۱۹ تا ۱۳۲۲ ه‍.خ) بیش ۸۹۰۰۰ نفر به موبیل آمدند تا در صنایع جنگی کار کنند. با رشد صنعت و خدمات در ایالت، پنبه و دیگر محصولات اهمیت خود از دست دادند.

### ۱۹۵۰ تا ۲۰۰۰ (۱۳۲۹ تا ۱۳۷۹)

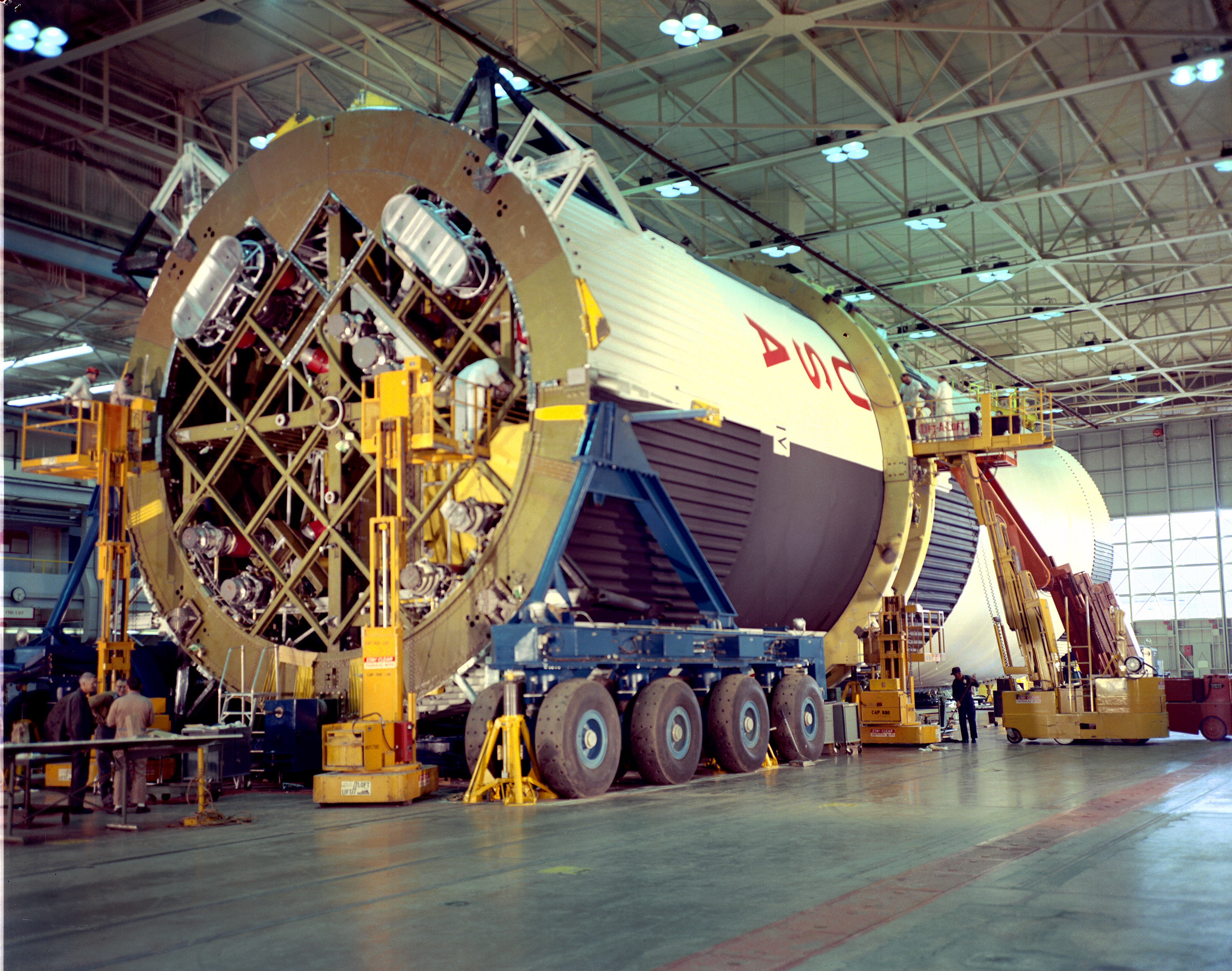
موشک ساترن ۵ در مرکز پروازهای فضایی مارشال در هانتسویل در سال ۱۹۶۴ مونتاژ شده‌است.

با وجود تغییرات بزرگ جمعیتی در ایالت بین سال‌های ۱۹۰۱ تا ۱۹۶۱ مجلس قانون‌گذاری که تحت تسلط زمینداران کشاورز بود، از ارزیابی دوباره برای تقسیم کرسی‌های مجلس بر اساس جمعیت خودداری می‌کرد. آن‌ها بر سیاست دیرینهٔ خود در نگهداشتن قدرت سیاسی و اقتصادی در مناطق کشاورزی ادامه دادند. علاوه بر این مجلس ایالتی برای اطمینان از شرکت مردم خارج از برمینگهم در انتخابات کرسی‌های بین حوزه‌های گزینشی برمینگهم را به‌طور ناعادلانه تقسیم کرد.
یکی از نتایج این سیاست در جفرسون کانتی محل نیروگاه‌های صنعتی شهر بیرمنگهام بروز کرد. در آنجا مالیات بسیار زیادی دریافت می‌شد اما به مقدار متناسب خدمات دریافت نمی‌کرد. شهرنشینان در مجلس ایالتی زیر سلطه بودند. یک پژوهش در مورد سلطهٔ زمینداران روستایی در مجلس قانون‌گذاری در سال ۱۹۶۰ نشان داد که «اقلیتی در حدود ۲۵ درصد از جمعیت ایالت، کنترل مجلس را در دست دارند.»
سیاه‌پوستان به دلایل تاریخی طرفدار جمهوری‌خواهان بودند اما بیشتر آن‌ها حق رأی نداشتند. سفیدپوستان آلابامایی پس از جنگ داخلی و دورهٔ بازسازی احساس خوبی نسبت به حزب جمهوری‌خواه نداشتند. این عوامل سنت ماندگاری را ایجاد کرد که هر نامزدی که می‌خواهد ماندگار بماند باید بدون در نظر گرفتن باورهای سیاسی دموکرات باشد.
در دو دههٔ ۱۹۵۰ و ۱۹۶۰ سیاه‌پوستان تلاش‌های فعالانه‌ای را برای پایان دادن به محرومیت از حق رأی و جدایی نژادی در جنبش حقوق مدنی آغاز کردند، گرچه اقداماتی از دهه‌های پیش آغاز شده‌بود. این تلاش‌ها به‌طور مستقیم به تصویب قانون حقوق مدنی ۱۹۶۴ و قانون رأی‌گیری ۱۹۶۵ توسط کنگره ایالات متحده آمریکا منجر شد. در طول دههٔ ۱۹۶۰، دورهٔ فرمانداری جورج والاس، تلاش‌هایی نیز برای مقاومت در برابر قوانین جدید انجام شد که شکست خورد.
در نتیجهٔ این جنبش‌ها سیاه‌پوستان به حقوق انتخاباتی و سایر حقوق مدنی خود دست یافتند. جدایی نژادی قانونی پایان یافت و قوانین جیم کرو لغو شد.
بر اساس قانون رای‌گیری ۱۹۶۵ دادگاه فدرال آلاباما را مجبور کردند تا کرسی‌های مجالس سنا و نمایندگان را بر اساس جمعیت مناطق مختلف تقسیم کند. در سال ۱۹۷۲ برای نخستین بار مجلس قانون‌گذاری مفاد قانون اساسی آلاباما را برای بررسی متناوب تقسیم کرسی‌ها بر اساس جمعیت تغییر داد. این امر به سود مناطق شهری بود که گسترش پیدا کرده بودند.

## جغرافیا

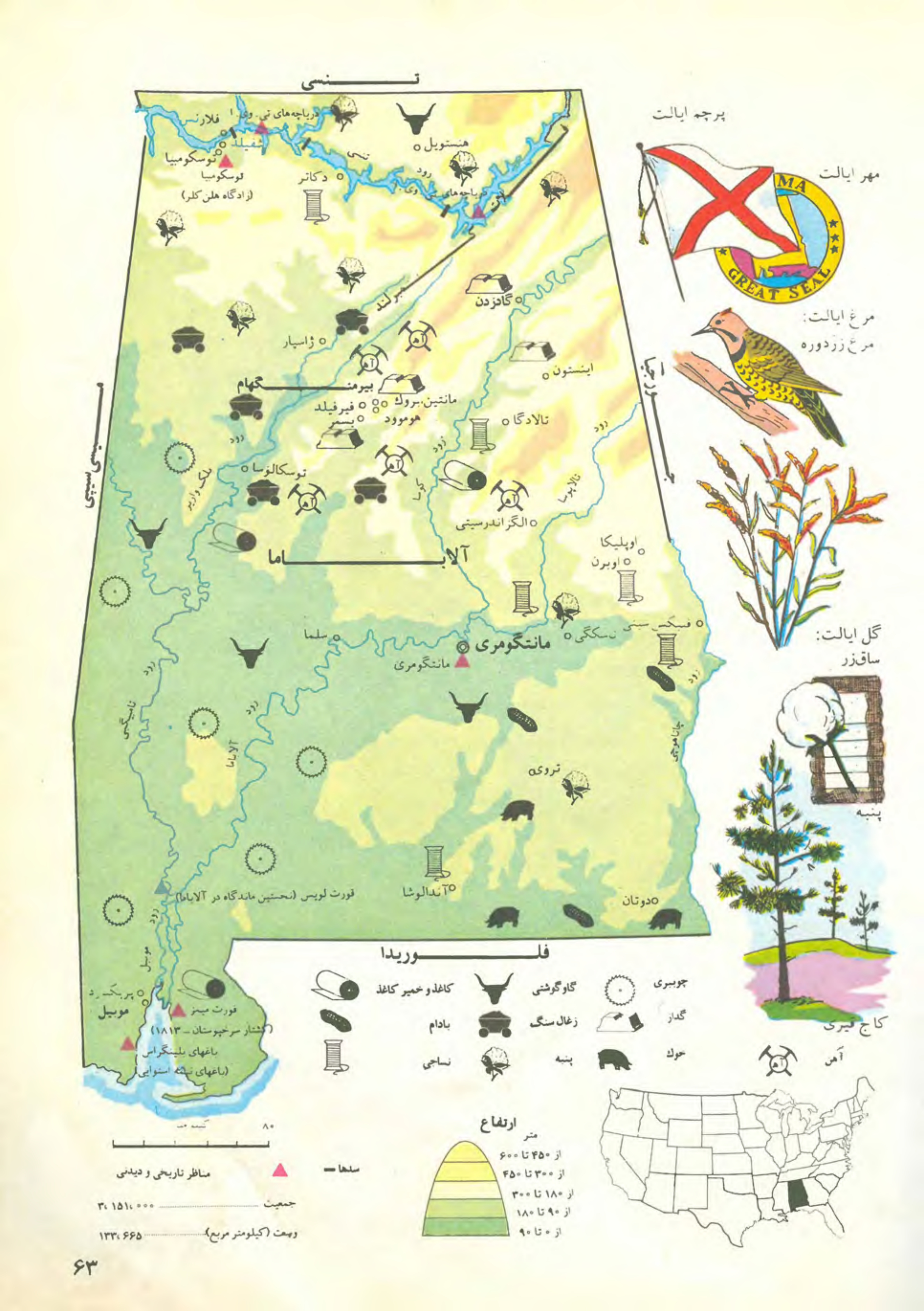
نقشه ایالت آلاباما در آمریکا در فرهنگنامه پارکر، جلد ۱ مدخل آلاباما.

آلاباما با ۱۳۵۷۶۰ کیلومتر مربع مساحت سی‌اُمین ایالت بزرگ ایالات متحده آمریکا است. ۳/۲٪ از مساحت ایالت را آب‌های سطحی فراگرفته‌است که از این نظر ۲۳اُمین ایالت در آمریکا محسوب می‌شود. آلاباما همچنین دومین راه آبی بزرگ درون خشکی را در کشور داراست. حدود سه پنجم از مساحت این ایالت را دشتی هموار تشکیل داده که با شیبی کلی به سمت رودخانه میسیسیپی و خلیج مکزیک ختم می‌شود. شمال آلاباما عمدتاً کوهستانی است. رودخانه تنسی در شمال آلاباما قرار دارد و با برش دره‌ای بزرگ نهرها، رودخانه‌ها، کوه‌ها و دریاچه‌های زیادی را ایجاد کرده‌است.
این ایالت از شمال با ایالت تنسی، از شرق با ایالت جورجیا، در جنوب با ایالت فلوریدا و خلیج مکزیک، و در غرب با ایالت میسیسیپی همسایه است. خط ساحلی آلاباما در لبهٔ جنوبی ایالت قرار دارد. ارتفاع آلاباما از سطح دریا از ۰ در "موبیل بِی" تا بیش از ۵۵۰ متر در بلندی‌های آپالیشین در شمال شرق متغیر است. بلندترین نقطهٔ آلاباما، قلهٔ "چیهاً با ۷۳۵ متر ارتفاع است. آلاباما دارای ۲۲ میلیون هکتار جنگل معادل ۸۹۰۰۰ کیلومتر مربع است که ۶۷٪ از مساحت ایالت را تشکیل می‌دهد. شهرستان بالدوین در امتداد خلیج مکزیک بزرگترین شهرستان آلاباما است.

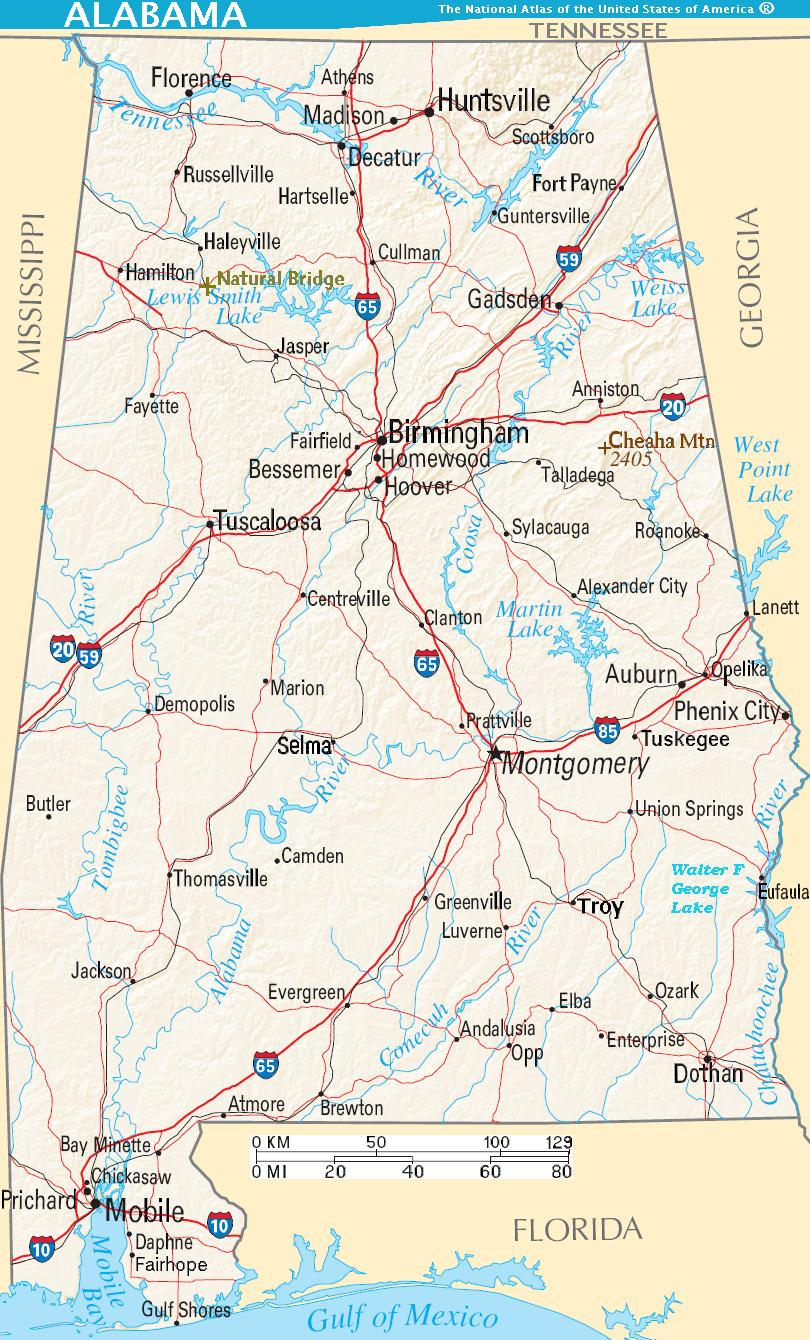
نقشهٔ شهرهای بزرگ، جاده‌ها، دریاچه‌ها و رودخانه‌ها در آلاباما.

مناطقی که در آلاباما تحت نظارت سازمان پارک‌های ملی هستند عبارتند از، «پارک ملی نظامی هورسشو بِند» نزدیک آلکساندر سیتی، «شکارگاه ملی لیتل ریور کانیون» نزدیک فورت پین، «یادبود ملی غار روسل» در بریجپورت، «محل تاریخی ملی تاسکیگی ایرمن» در تاسکیگی و «محل تاریخی ملی بنیاد تاسکیگی» در نزدیکی تاسکیگی. علاوه بر اینها آلاباما دارای چهار جنگل ملی به نام‌های، «کانه‌کوه»، «تالادگا»، «تاسکیگی» و «ویلیام بی بانکهد» است. شگفتی طبیعی قابل ذکر آلاباما کمان طبیعیی است که در نچرال بریج قرار دارد. این کمان طبیعی طولانی‌ترین کمان طبیعی شرق رشته‌کوه راکی است.

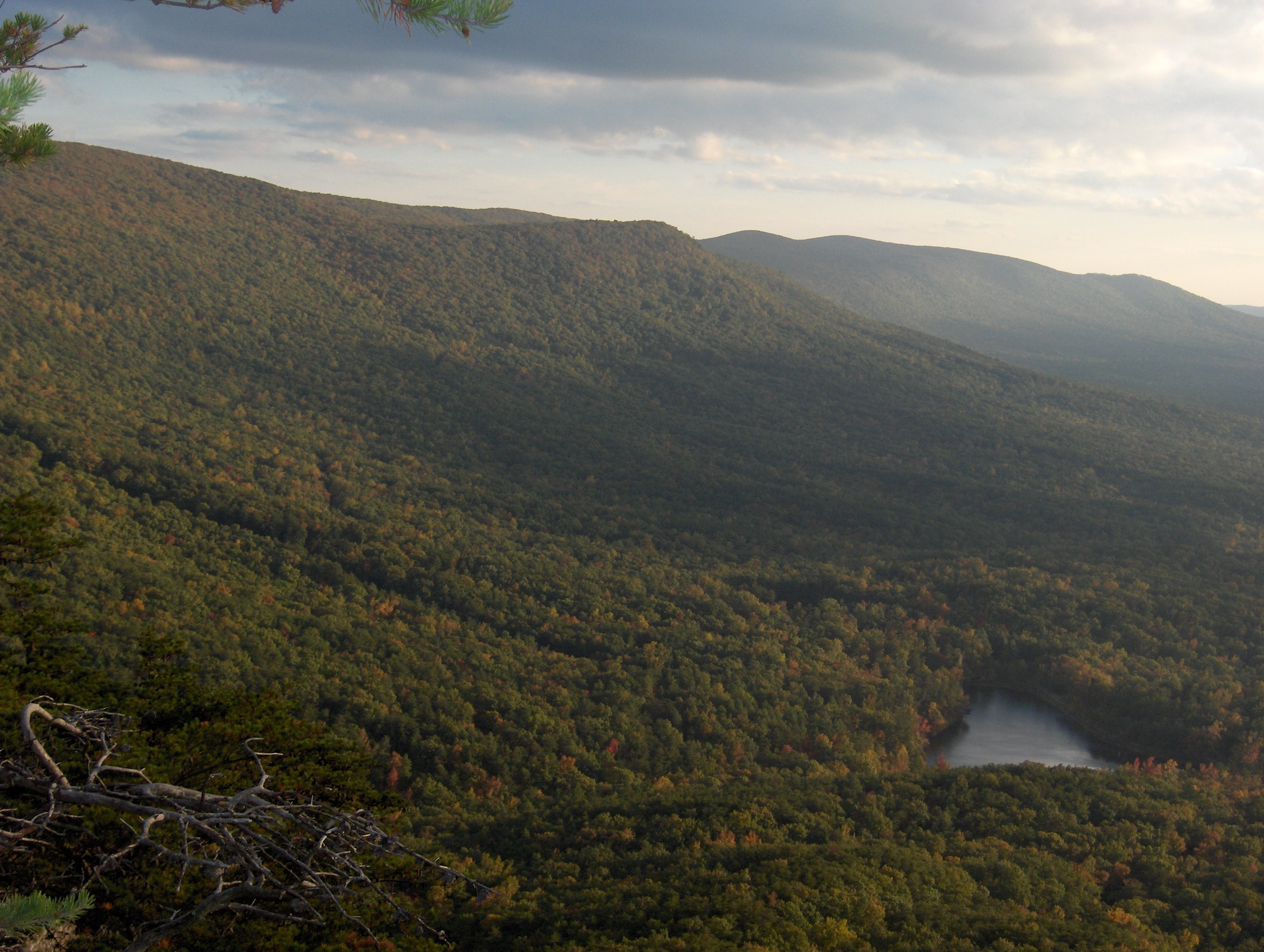
کوه چیها بلندترین نقطهٔ آلاباما

در شمال مونتگمری در شهرستان المور گودالی به طول ۸ کیلومتر وجود دارد که از برخورد شهاب‌سنگ به وجود آمده‌است. این گودال که گودال وتومپکا نامیده می‌شود، یادگار بزرگترین فاجعه طبیعی تاریخ آلاباما است. یک شهاب سنگ ۳۰۰ متری ۸۰ میلیون سال پیش به این محل برخورد کرد. در سال ۲۰۰۲ «کریستین کوبرل» با کمک انجمن زمین‌شیمی دانشگاه وین با انتشار شواهد و مدارکی این گودال را به‌عنوان ۱۵۷اُمین گودال شناخته‌شدهٔ روی زمین ثبت کرد.
شمالی‌ترین نقطهٔ ایالت آلاباما در نه و نیم کیلومتری شمال‌غرب شهر واترلو در شهرستان لودردیل در شمال‌غربی‌ترین نقطهٔ ایالت قرار دارد. جنوبی‌ترین نقطهٔ آلاباما «فانوس دریایی سند آیلند» است که در شهرستان موبیل نزدیک دافین آیلند قرار دارد. شرقی‌ترین نقطهٔ آلاباما در ۱۱ کیلومتری جنوب‌شرق «فورت میچل» در مرز جورجیا و غربی‌ترین نقطهٔ آن در مرز میسیسیپی نزدیک شهر ملوین در شهرستان چوکتاو قرار دارد.

### مناطق شهری
| رده | منطقهٔ شهری         | /جمعیت (سرشماری ۲۰۱۰) | شهرستان‌ها                                        |
| --- | ------------------ | --------------------- | ------------------------------------------------ |

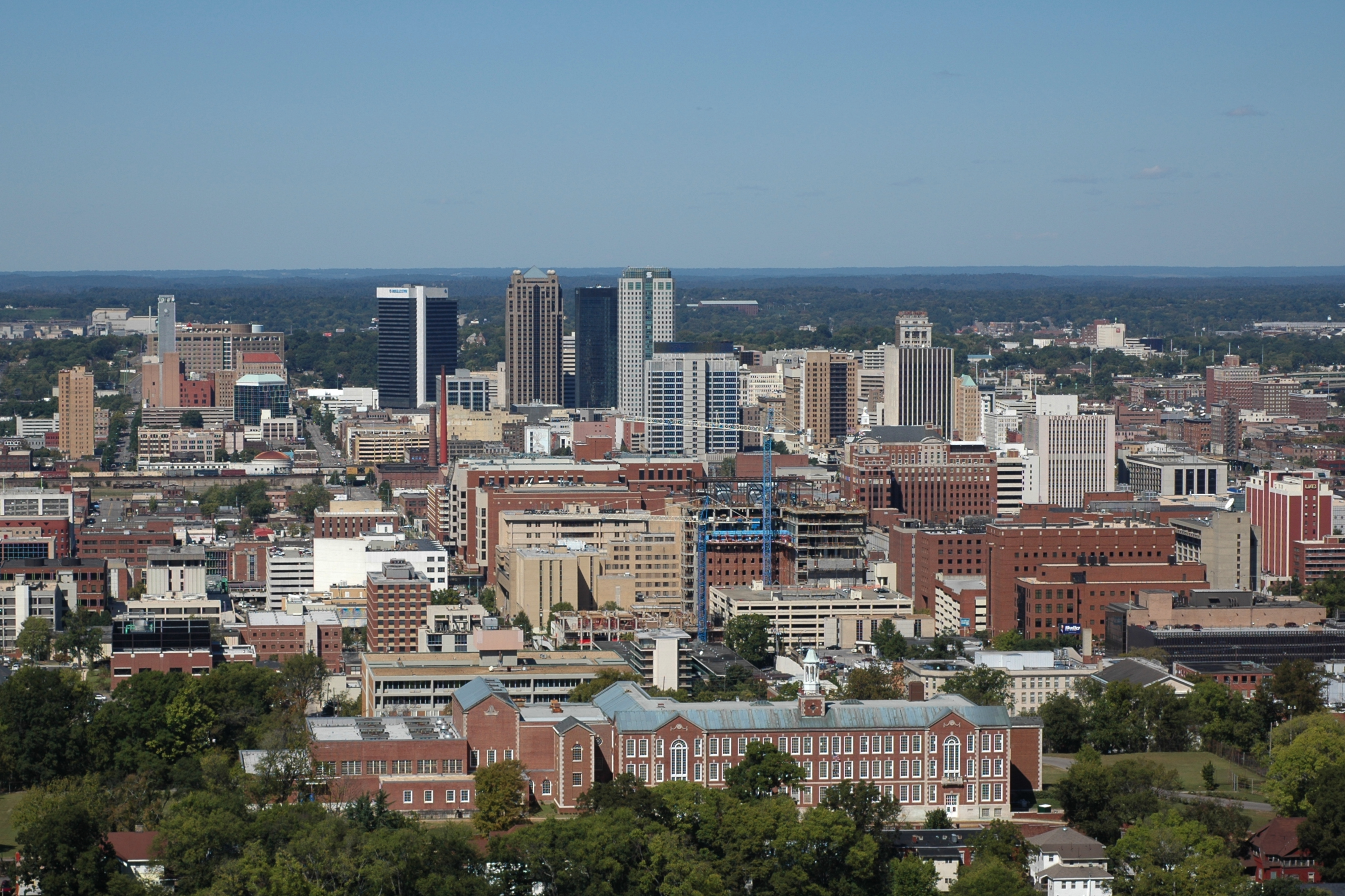
برمینگهم، بزرگترین شهر و منطقهٔ شهری در آلاباما

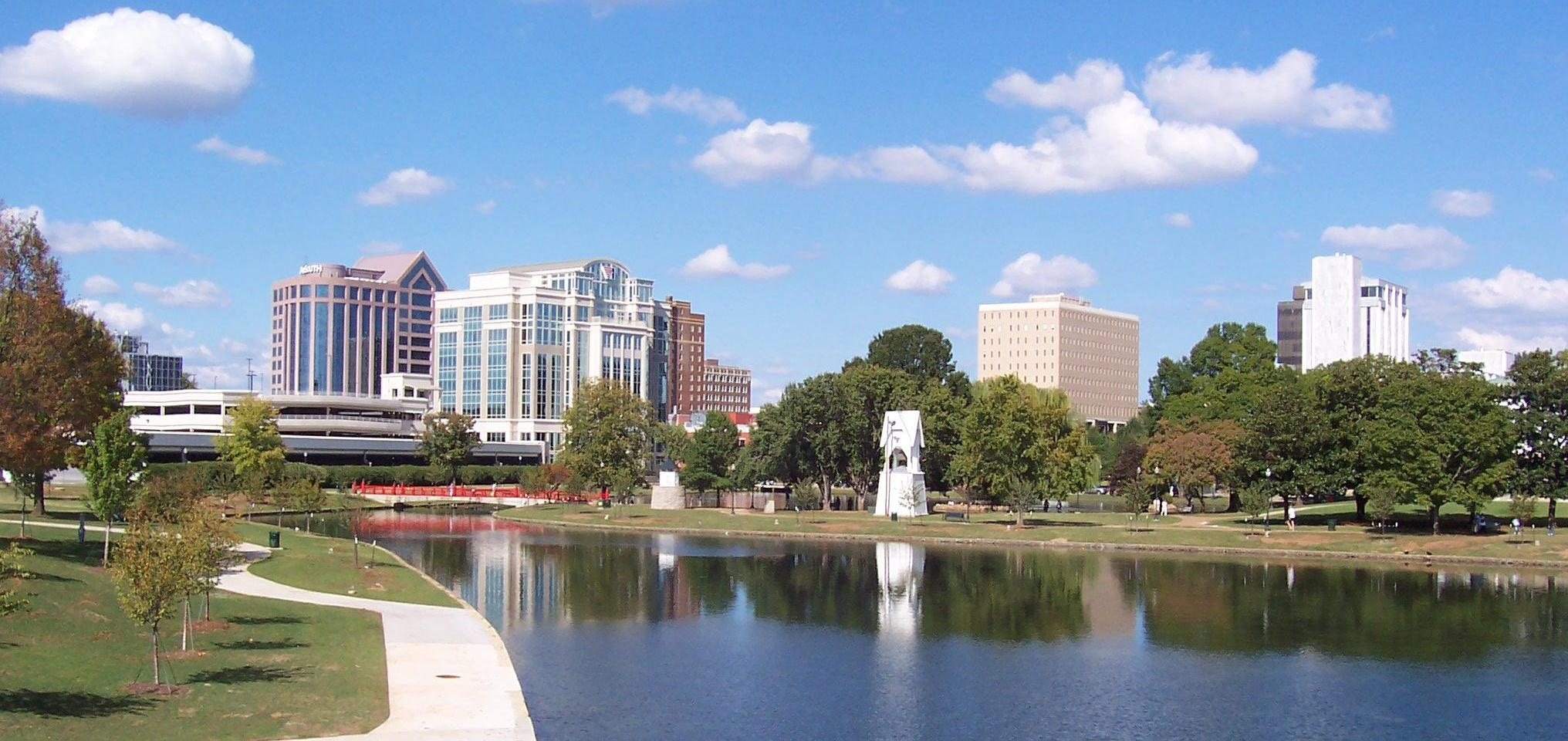
هانتسویل دومین منطقهٔ شهری بزرگ آلاباما

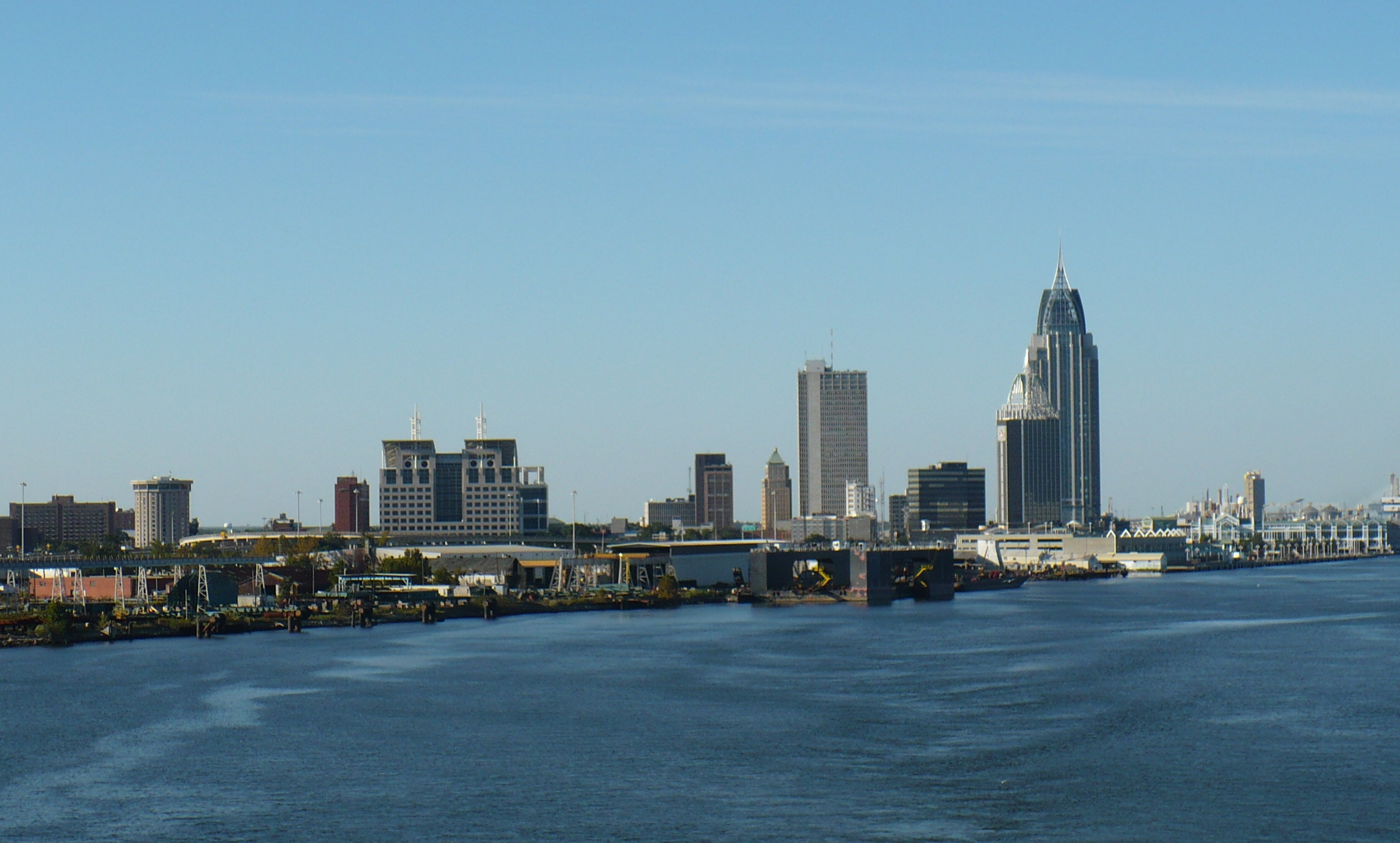
موبیل سومین منطقهٔ شهری بزرگ آلاباما

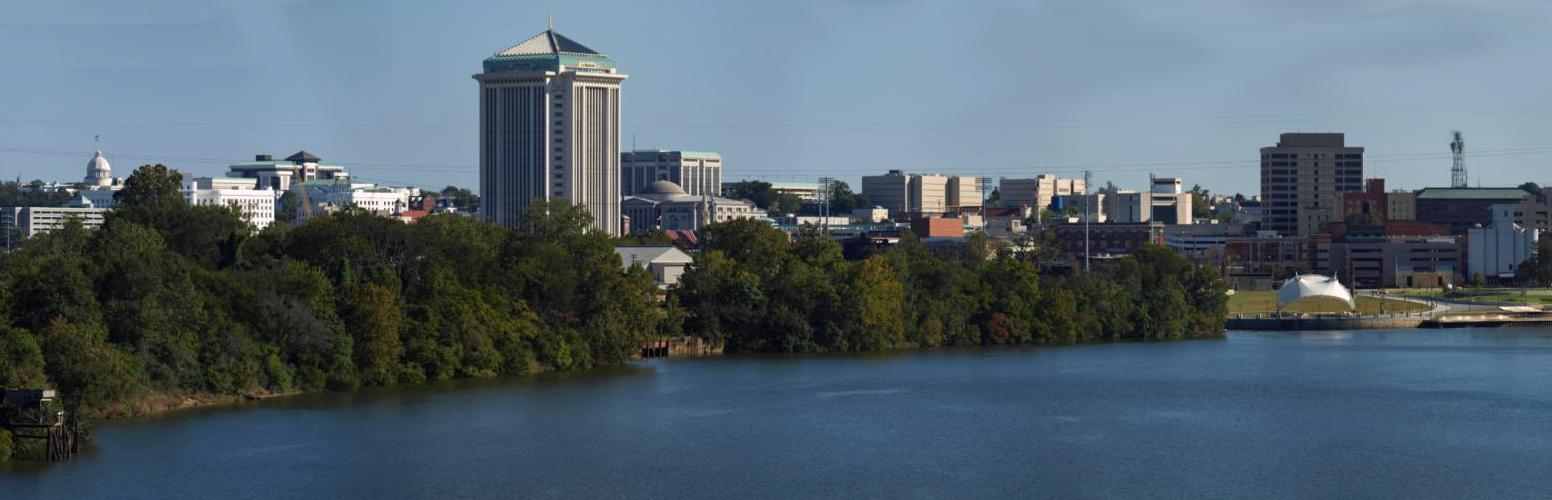
مونتگمری چهارمین منطقهٔ شهری بزرگ آلاباما

| ۱   | برمینگهم-هوور      | ۱٬۱۲۸٬۰۴۷             | بیب، بلونت، چیلتون، جفرسون، سنت کلیر، شلبی، واکر |
| ۲   | هانتسویل           | ۴۱۷٬۵۹۳               | لایمستون، مدیسون                                 |
| ۳   | موبیل              | ۴۱۲٬۹۹۲               | موبیل                                            |
| ۴   | مونتگمری           | ۳۷۴٬۵۳۶               | اوتوگا، المور، لاودنس، مونتگمری                  |
| ۵   | تاسکالوسا          | ۲۱۹٬۴۶۱               | گرین، هِیل، تاسکالوسا                             |
| ۶   | دیکِیتر             | ۱۵۳٬۸۲۹               | لاورنس، مورگان                                   |
| ۷   | فلارنس-ماسلز شوولز | ۱۴۷٬۱۳۷               | کالبرت، لودردیل                                  |
| ۸   | دوثن               | ۱۴۵٬۶۳۹               | ژنوا، هنری، هیوستون                              |
| ۹   | آوبرن-اوپلیکا      | ۱۴۰٬۲۴۷               | لی                                               |
| ۱۰  | انیستون-آکسفورد    | ۱۱۲٬۲۴۹               | کالهون                                           |
| ۱۱  | گدسدن              | ۱۰۴٬۴۳۰               | اتوواه                                           |
|     | مجموع              | ۳٬۳۶۲٬۴۸۳             |                                                  |

| رده | شهر          | جمعیت (سرشماری ۲۰۱۰) | شهرستان         |
| --- | ------------ | -------------------- | --------------- |
| ۱   | برمینگهم     | ۲۱۲٬۲۳۷              | جفرسون          |
| ۲   | مونتگمری     | ۲۰۵٬۷۶۴              | مونتگمری        |
| ۳   | موبیل        | ۱۹۵٬۱۱۱              | موبیل           |
| ۴   | هانتسویل     | ۱۸۰٬۱۰۵              | مدیسون لایمستون |
| ۵   | تاسکالوسا    | ۹۰٬۴۶۸               | تاسکالوسا       |
| ۶   | هوور         | ۸۱٬۶۱۹               | جفرسون شلبی     |
| ۷   | دوثن         | ۶۵٬۴۹۶               | هیوستون         |
| ۸   | دیکیتر       | ۵۵٬۶۸۳               | مورگان لایمستون |
| ۹   | آوبرن        | ۵۳٬۳۸۰               | لی              |
| ۱۰  | مدیسون       | ۴۲٬۹۳۸               | مدیسون لایمستون |
| ۱۱  | فلارنس       | ۳۹٬۳۱۹               | لودردیل         |
| ۱۲  | گدسدن        | ۳۶٬۸۵۶               | اتوواه          |
| ۱۳  | وستِیویا هیلز | ۳۴٬۰۳۳               | جفرسون          |
| ۱۴  | پرتویل       | ۳۳٬۹۶۰               | اوتوگا          |
| ۱۵  | فنیکس سیتی   | ۳۲٬۸۲۲               | روسل            |

### آب و هوا
آلاباما از نظر رده‌بندی آب و هوایی کوپن در رده نیمه گرمسیری مرطوب قرار دارد. میانگین دمای سالیانه در آلاباما ۱۸ درجه سانتی گراد است. در بخش‌های جنوبی ایالت با نزدیک شدن به خلیج مکزیک هوا به گرمی می‌گراید. در حالی در بخش‌های شمالی ایالت، به ویژه در کوه‌های آپالاشین در شمال‌شرق، دما کمی رو به سردی می‌گذارد. به‌طورکلی آلاباما دارای تابستان‌های بسیار گرم و زمستان‌های ملایم و بارش‌های فراوان در طول سال است. میانگین بارش سالیانه در آلاباما ۱۴۰۰ میلی‌متر است. در مناطق جنوبی فصل بارش بیش از ۳۰۰ روز به طول می‌انجامد.
تابستان‌های آلاباما گرم‌ترین تابستان‌های آمریکا است، با دمای بالا با میانگین بیش از ۳۲ درجه در بسیاری نقاط ایالت. این ایالت همچنین در معرض توفان‌های گرمسیری و حتی تندبادها قرار دارد. مناطق دور از خلیج مکزیک نیز از اثرات طوفان مصون نیستند. این توفان‌ها پس از ورود به درون خشکی مقادیر بسیار زیادی باران به همراه می‌آورند.

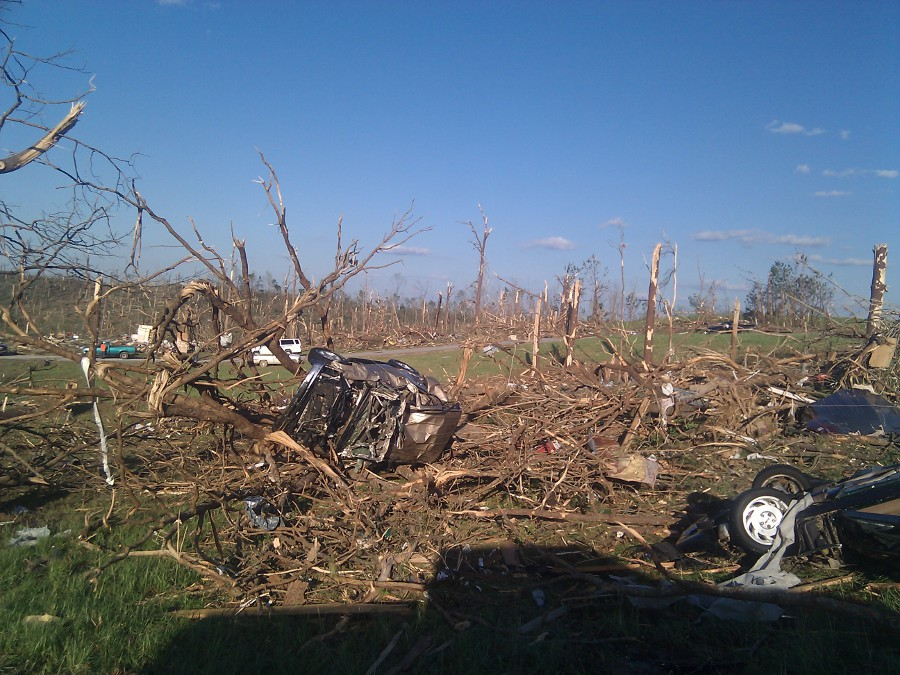
خسارت به جا مانده در اثر توفان ۲۷ آوریل ۲۰۱۱ در فیل کمبل

توفان‌تندرهای بسیاری در جنوب آلاباما به وقوع می‌پیوندد. ساحل خلیج، پیرامون موبیل بِی به‌طور متوسط ۷۰ تا ۸۰ روز با آذرخش را تجربه می‌کند. این وضع هوا در مناطق شمالی ایالت کمتر به وقوع می‌پیوندد اما با این وجود شمال آلاباما نیز ۶۰ روز با توفان‌تندر را تجربه می‌شود. گاهی مواقع توفان‌تندرها بسیار شدید هستند به‌طوری‌که با آذرخش‌های پیاپی و تگرگ سنگین همراه می‌شوند. مناطق مرکزی و شمالی ایالت بیشتر در معرض این نوع توفان‌ها هستند. آلاباما از لحاظ شمار مرگ و میر ناشی از آذرخش در ردهٔ هفتم قرار دارد.
بر اساس آمارهای مرکز ملی داده‌های آب و هوایی آمریکا بین ۱ ژانویه ۱۹۵۰ تا ۳۱ اکتبر ۲۰۰۶ آلاباما در کنار کانزاس بیشترین گزارش وقوع گردباد EF5 (شدیدترین نوع گردباد) را به خود اختصاص داده‌است. فصول وقوع گردباد از شمال تا جنوب ایاات متفاوت است. آلاباما یکی از معدود نقاط جهان است که دو فصل گردباد دارد تابستان و اواخر پاییز. شمال ایالت –در کنار درهٔ تنسی- یکی از خطرناک‌ترین مناطق آمریکا از نظر وقوع گردباد است.

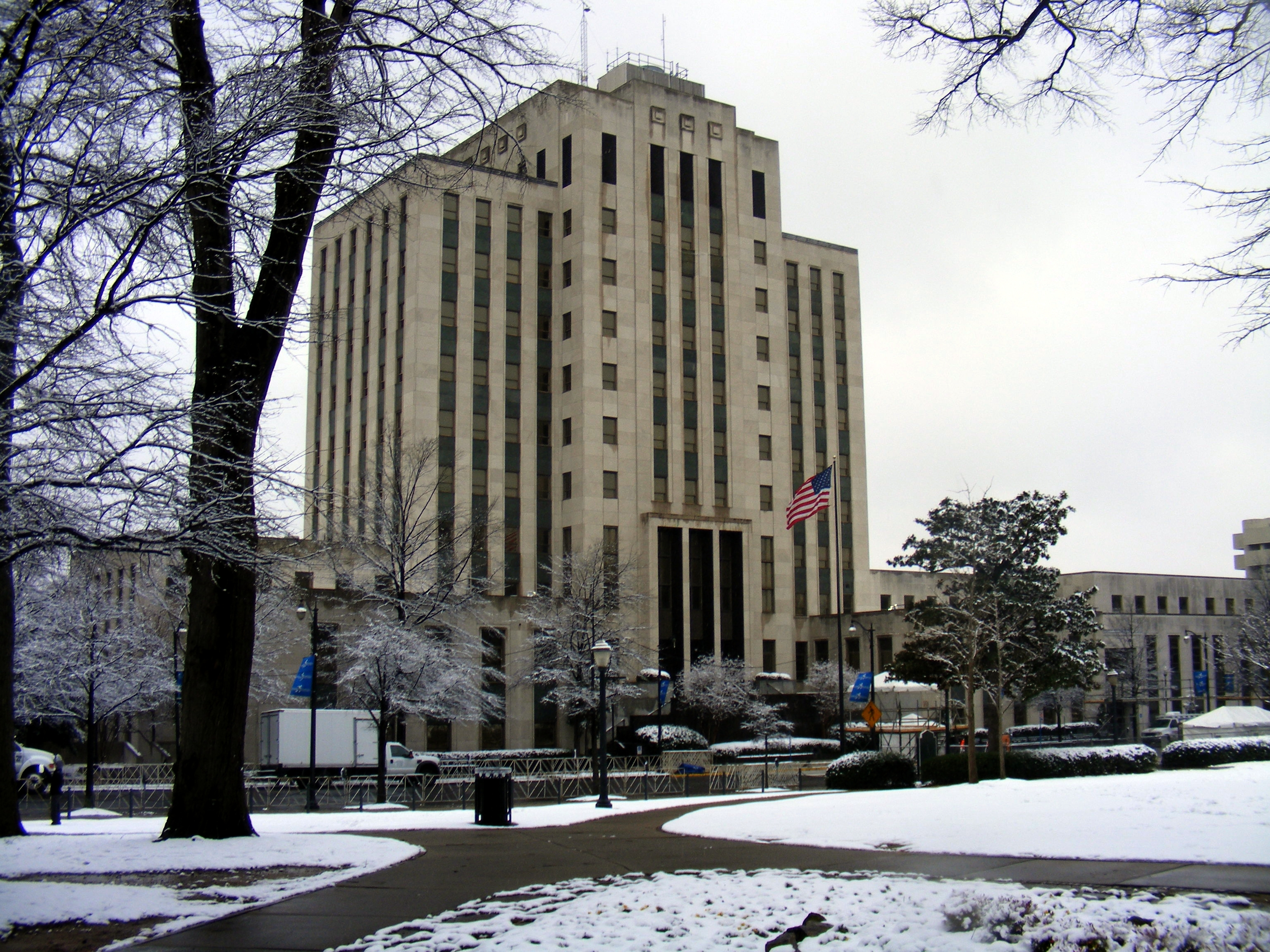
برف در برمینگهم در فوریه ۲۰۱۰

زمستان‌های آلاباما عموماً معتدل است همانند بیشتر نقاط جنوب‌شرق آمریکا. میانگین دما در ژانویه در موبیل ۴ درجهٔ سانتی گرادو در برمینگهم ۰ درجهٔ سانتی گراد است. اگرچه برف در آلاباما پدیده‌ای نادر است، اما مناطق شمال مونتگمری ممکن چند روز برفی را در زمستان تجربه کند. میانگین سالیانهٔ بارش برف در برمینگهم ۵۱ میلی‌متر است. در مناطق ساحلی جنوبی بارش برف بسیار نادر است و سال‌ها ممکن است هیچ برفی نبارد.
بالاترین دمای ثبت شده در آلاباما ۴۶ درجهٔ سانتی گراد است که در ۵ سپتامبر ۱۹۲۵ در سنترویل ثبت شد. پایین‌ترین دما نیز ۳۳- درجهٔ سانتی گراد است که نیو مارکت در ۱۹۶۶ ثبت شد.

### پوشش گیاهی و جانوری

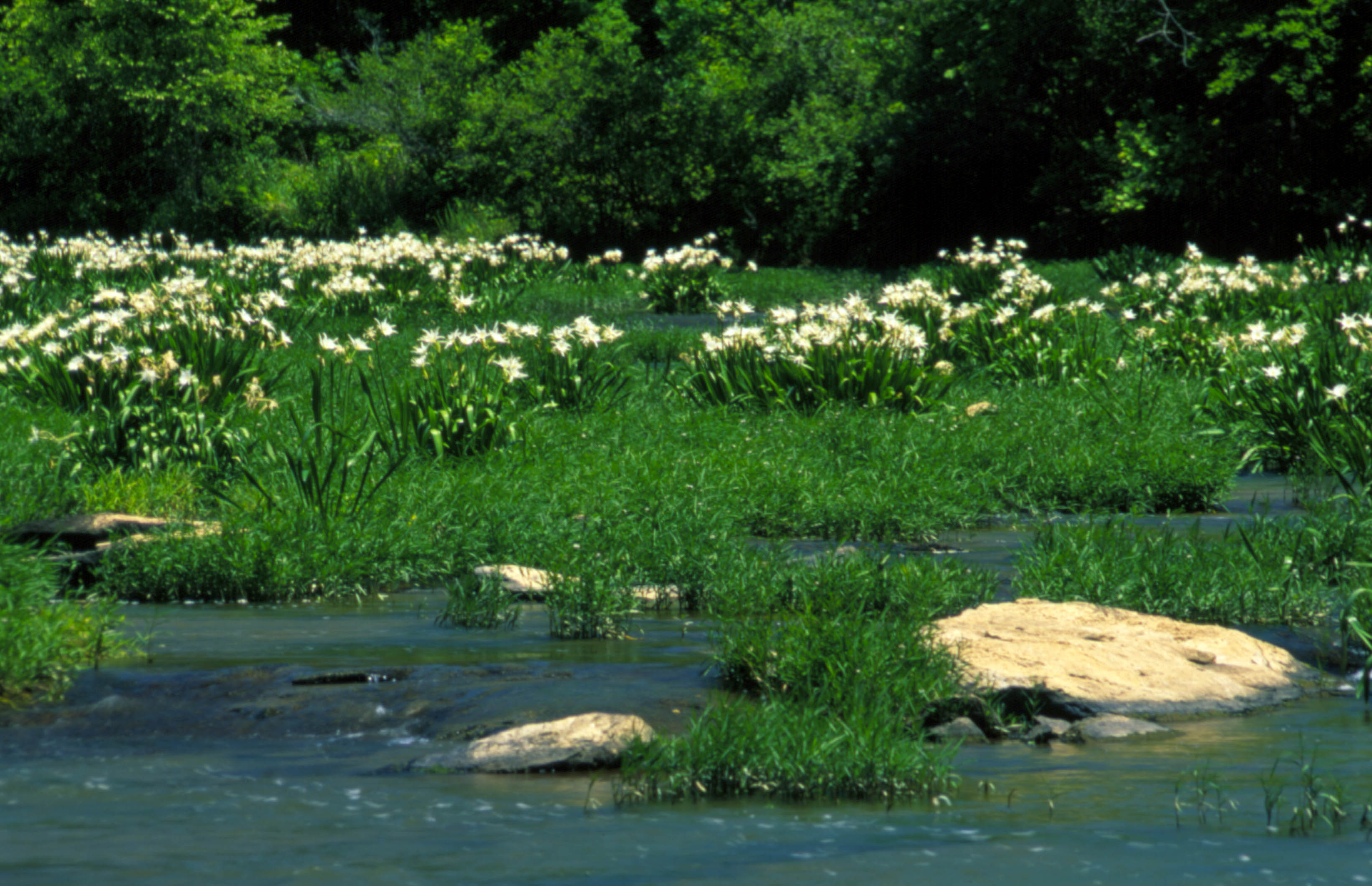
نیلوفرهای کاهابا (کوروناریا هایمنوکالیس) در رودخانهٔ کاهابا در "پناهگاه حیات وحش ملی رودخانهٔ کاهابا.

آلاباما زیستگاه گیاهان و جانوران گوناگونی است. این تنوع گیاهی به دلیل تنوع زیست‌بوم‌های این منطقه است که طیف گسترده‌ای را شامل دره تنسی، فلات آپالاشین و "فلات ساحل خلیج" را در بر می‌گیرد. این ایالت معمولاً از نظر تنوع زیستی در بین ایالت‌های آمریکا سرآمد است.
آلاباما زمانی صاحب گسترهٔ بزرگی از جنگل‌های کاج بود، که هم‌اکنون بخش بزرگی از جنگل‌های ایالت را تشکیل می‌دهد. آلاباما از نظر تنوع گیاهی در بین ایالت‌های آمریکا در ردهٔ پنجم قرار دارد. این ایالت زیستگاه نزدیک ۴۰۰۰ گونهٔ گیاهی نهانزادان آوندی و پیدازادان است.
گونه‌های جانوری آلاباما شامل ۶۲ گونه‌ی پستاندار، ۹۳ گونهٔ خزنده، ۷۳ گونهٔ دوزیست، ۳۰۷ گونه ماهی و ۴۲۰ گونهٔ پرنده است. گونه‌های بی‌مهری نیز شامل ۸۳ گونه «خرچنگ آب شیرین» و ۳۸۳ گونه نرم‌تن هستند. ۱۱۳ گونه از این نرم‌تنان هرگز خارج از ایالت دیده نشده‌اند.

## جمعیت‌شناسی
| سال  | جمعیت     | % تغییر  |
| ---- | --------- | -------- |
| ۱۸۰۰ | ۱٬۲۵۰     | —        |
| ۱۸۱۰ | ۹٬۰۴۶     | %۶۲۳/۷   |
| ۱۸۲۰ | ۱۲۷٬۹۰۱   | %۱٬۳۱۳/۹ |
| ۱۸۳۰ | ۳۰۹٬۵۲۷   | %۱۴۲     |
| ۱۸۴۰ | ۵۹۰٬۷۵۶   | %۹۰/۹    |
| ۱۸۵۰ | ۷۷۱٬۶۲۳   | %۳۰/۶    |
| ۱۸۶۰ | ۹۶۴٬۲۰۱   | %۲۵      |
| ۱۸۷۰ | ۹۹۶٬۹۹۲   | %۳/۴     |
| ۱۸۸۰ | ۱٬۲۶۲٬۵۰۵ | %۲۶/۶    |
| ۱۸۹۰ | ۱٬۵۱۳٬۴۰۱ | %۱۹/۹    |
| ۱۹۰۰ | ۱٬۸۲۸٬۶۹۷ | %۲۰/۸    |
| ۱۹۱۰ | ۲٬۱۳۸٬۰۹۳ | %۱۶/۹    |
| ۱۹۲۰ | ۲٬۳۴۸٬۱۷۴ | %۹/۸     |
| ۱۹۳۰ | ۲٬۶۴۶٬۲۴۸ | %۱۲/۷    |
| ۱۹۴۰ | ۲٬۸۳۲٬۹۶۱ | %۷/۱     |
| ۱۹۵۰ | ۳٬۰۶۱٬۷۴۳ | %۸/۱     |
| ۱۹۶۰ | ۳٬۲۶۶٬۷۴۰ | %۶/۷     |
| ۱۹۷۰ | ۳٬۴۴۴٬۱۶۵ | %۵/۴     |
| ۱۹۸۰ | ۳٬۸۹۳٬۸۸۸ | %۱۳/۱    |
| ۱۹۹۰ | ۴٬۰۴۰٬۵۸۷ | %۳/۸     |
| ۲۰۰۰ | ۴٬۴۴۷٬۱۰۰ | %۱۰/۱    |
| ۲۰۱۰ | ۴٬۷۷۹٬۷۳۶ | %۷/۵     |

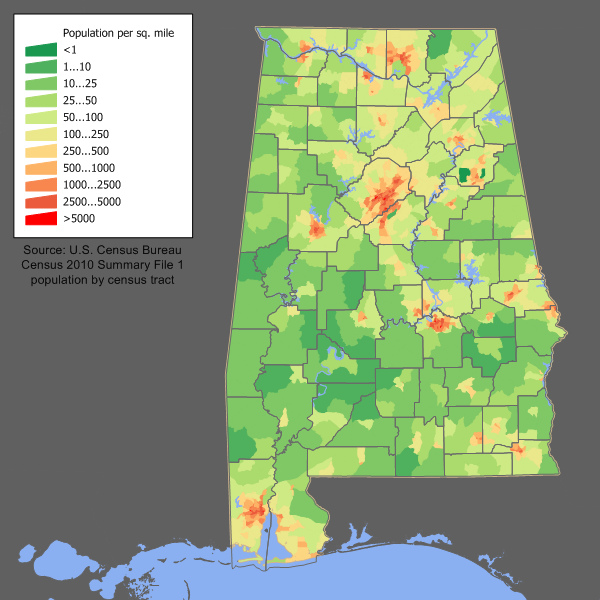
نقشهٔ تراکم جمعیت آلاباما

اداره آمار آمریکا جمعیت آلاباما را در ۱ ژوئیه ۲۰۱۱ ۴۸۰۲۷۴۰ نفر برآورد کرد که نشان دهندهٔ افزایش ۰/۴۸٪ جمعیت نسبت به سرشماری ۲۰۱۰ است.
>
در ۱ ژوئیه ۲۰۰۸ اداره آمار آمریکا جمعیت آلاباما را ۴٬۶۶۱٬۹۰۰ نفر برآورد کرد که نشان دهندهٔ افزایش ۲۱۴٬۵۴۵ نفری یا ۴/۸ درصدی نسبت به سرشماری پیشین در سال ۲۰۰۰ است. این افزایش جمعیت شامل رشد طبیعی جمعیت به اندازه ۱۲۱٬۰۵۴ نفر (که حاصل تفریق ۵۰۲٬۴۵۷ نفر شمار موالید از ۳۸۱٬۴۰۳ نفر شمار درگذشتگان است) و مهاجرت ۱۰۴٬۹۹۱ نفر به ایالت است. این مهاجرت به آلاباما شامل مهاجرت ۳۱٬۱۸۰ نفر از خارج ایالات متحده و مهاجرت ۷۳٬۸۱۱ از ایالت‌های دیگر آمریکاست. ۱۰۸٬۰۰۰ نفر زادهٔ خارج از آمریکا در آلاباما زندگی می‌کنند (۲/۴٪ از جمعیت ایالت) که ۲۴۰۰۰ (۲۲/۲٪) آن‌ها مهاجر غیرقانونی هستند.

### نژاد و تبار
بر اساس سرشماری ۲۰۱۰ آمریکا از جمعیت ۴٬۷۷۹٬۷۳۶ نفری آلاباما ۶۸/۵٪ سفیدپوست (۶۷٪ سفیدپوست غیر اسپانیایی‌تبار)، ۲۶/۲٪ سیاه‌پوست، ۰/۶٪ بومی آمریکا و آلاسکا، ۱/۱٪ آسیایی، ۰/۱٪ بومی هاوایی و دیگر جزیره‌های اقیانوس آرام، ۲٪ دیگر نژادها و ۱/۵٪ دو یا چند رگه هستند. اسپانیایی تبارها و اهالی آمریکای لاتین ۳/۹٪ از جمعیت آلاباما را تشکیل می‌دهند.
در سال ۲۰۱۱، ۴۶/۶٪ از جمعیت جوان‌تر از سن یک سال آلاباما از اقلیت‌ها بودند.
براساس گزارش‌ها بزرگترین تبارهای آلاباما شامل سیاه‌پوستان (۲۶/۲٪)، انگلیسی تبارها (۲۳/۶٪)، ایرلندی تبارهاها (۷/۷٪)، آلمانی تبارها (۵/۷٪) و ایرلندی-اسکاتلندی تبارها (۲٪) هستند.

### دین

#### مسیحیت

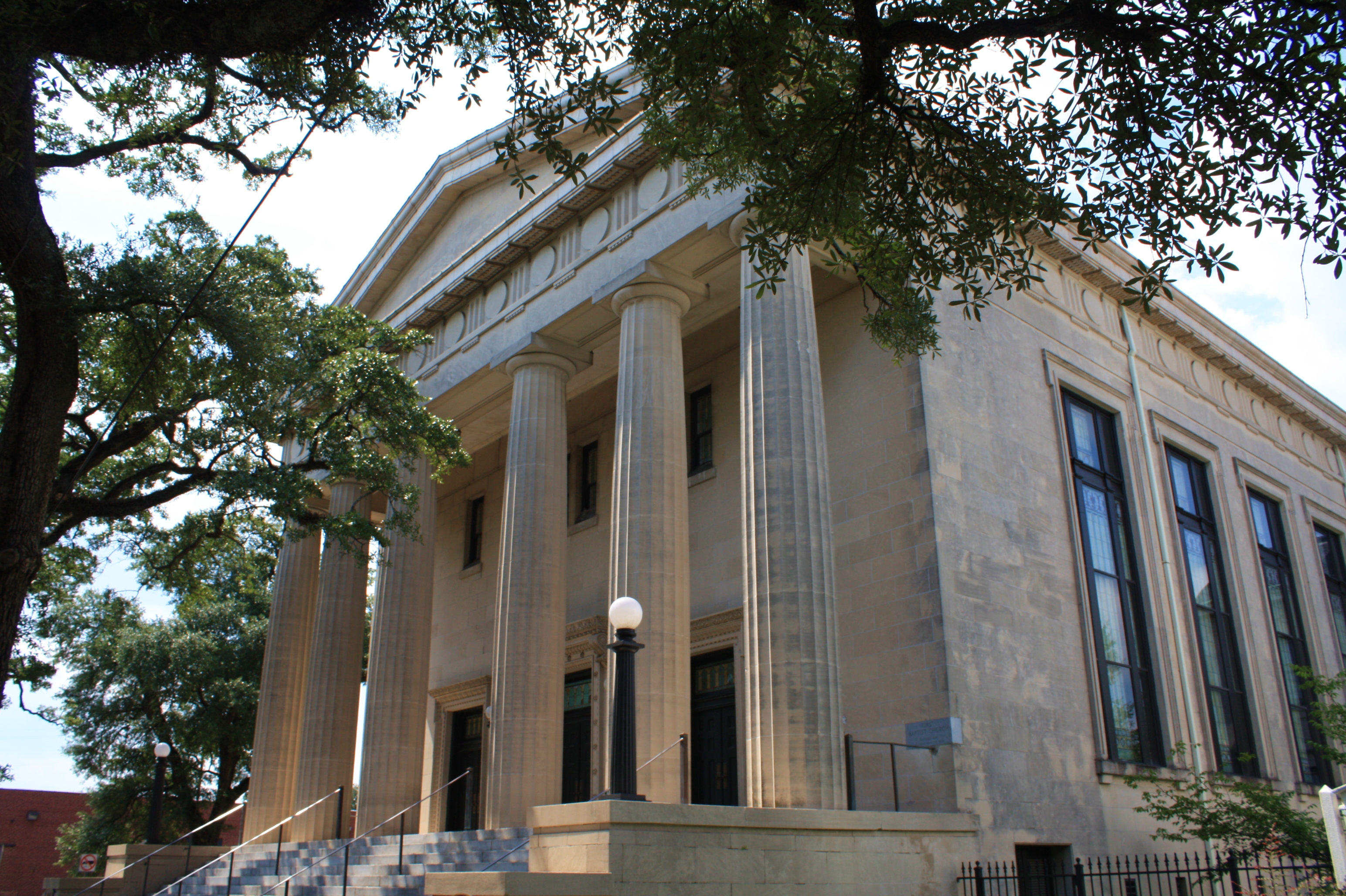
نخستین کلیسای باپتیست در موبیل در سال ۱۸۳۵ تأسیس شد.

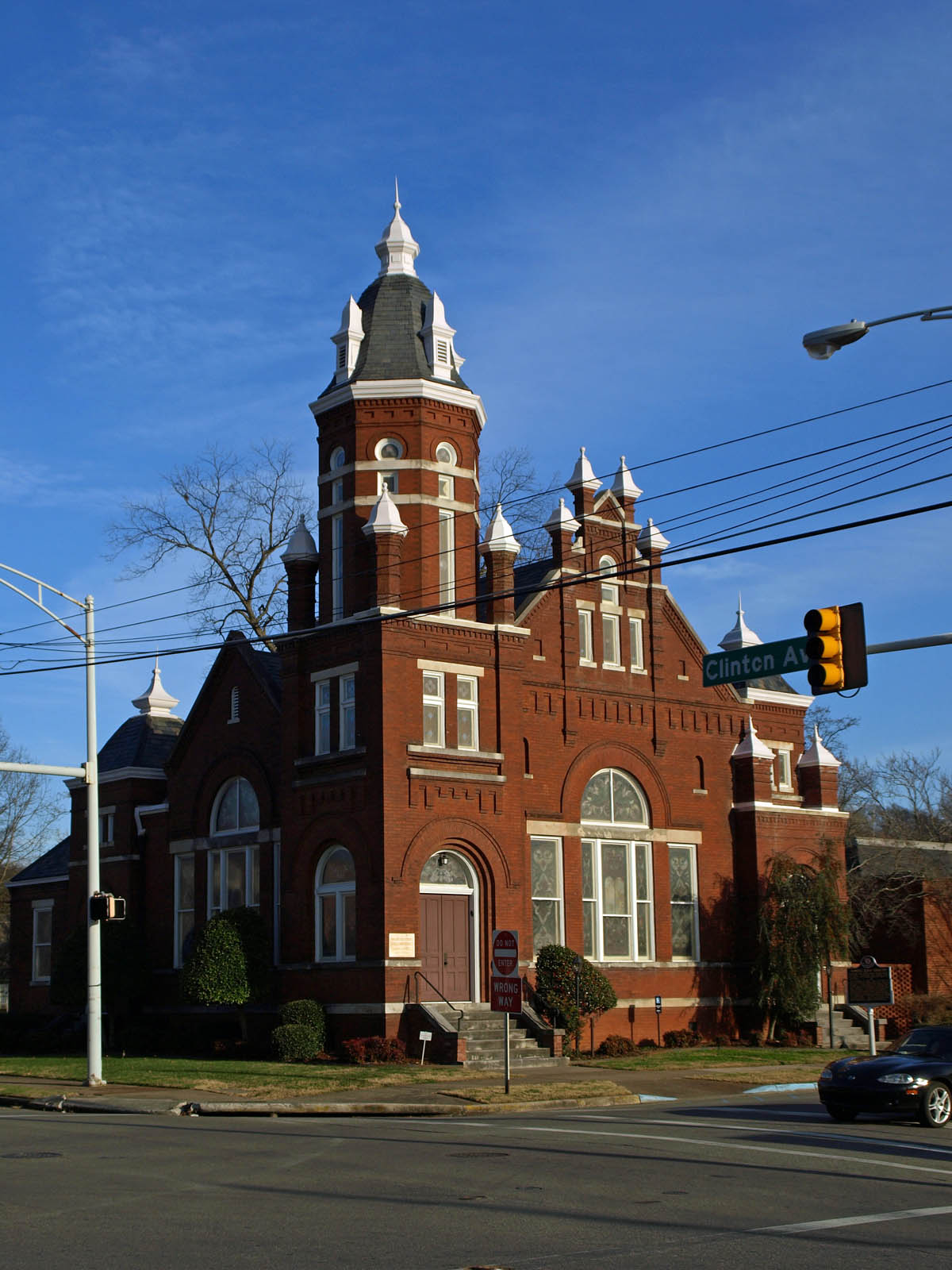
کنیسهٔ «بنیا شالوم» در «هانتسویل» در سال ۱۸۷۶ بنیان نهاده شد. این کنیسه قدیمی‌ترین کنیسهٔ آلاباما است که کماکان فعالیت دارد.

آلاباما در وسط کمربند انجیلی، یعنی جایی که مسیحیان زیادی را در خود جای داده قرار گرفته‌است. این ایالت به‌عنوان یکی از مذهبی‌ترین ایالت‌های آمریکا شناخته می‌شود، به‌طوری‌که ۵۸٪ جمعیت آن به‌طور منظم در کلیسا حاضر می‌شوند. جمعیت بزرگی از پروتستان‌ها در آلاباما زندگی می‌کنند. سه گروه بزرگ مذهبی در آلاباما مسیحیان انجیلی، پروتستان‌های اصیل و کاتولیک‌ها هستند. «پیمان باپتیست جنوبی» با داشتن ۱٬۳۸۰٬۱۲۱ نفر پیرو بیشترین تعداد پیرو را در آلاباما داراست و پس از آن «کلیسای متحد متودیست» با ۳۲۷٬۷۳۴ پیرو قرار دارد.
در مطالعه‌ای که در سال ۲۰۰۷ انجام شد مشخص گردید که ۷۰٪ از پاسخگویان آگاهی نسبتاً کاملی از انجیل دارند. ۵۹٪ از افراد مذهبی نیز پاسخ دادند که اطلاعات نسبتاً کاملی از مسایل دینی‌یشان دارند. در یک نظرسنجی دیگر در سال ۲۰۰۷ (۱۳۸۶) گزارش شد که ۹۲٪ آلابامایی‌ها هنگام حضور در کلیسا اطمینان به نفس بیشتری دارند. در «مطالعهٔ تعیین هویت دینی آمریکا» در سال ۲۰۰۸ (۱۳۸۷) ۸۰٪ پاسخگویان آلابامایی خود را مسیحی، ۶٪ کاتولیک و ۱۱٪ بدون دین نامیدند.

#### دیگر ادیان
شمار کمی از پیروان ادیان دیگر مانند، یهودیت، اسلام، آیین هندو، بودایی‌گری، آیین سیک و بهاییت نیز در آلاباما زندگی می‌کنند.
یهودیان از سال ۱۷۶۳ در دوران استعمار موبیل در آلاباما حاضر بودند. قدیمی‌ترین جمعیت یهودی در آلاباما، «جمعیت شاعارای شاموییم» نام دارد. این جمعیت در ۲۵ ژانویه ۱۸۴۴ توسط مجلس قانون‌گذاری آلاباما به رسمیت شناخته شد. امروزه فرق مختلف یهودی شامل دو کنیسهٔ ارتودوکس، چهار کنیسهٔ محافظه‌کار، ده کنیسهٔ یهودیت اصلاح شده و یک کنیسهٔ هیومنیستیک در آلاباما پیرو دارند.
در آلاباما شماری معبد و مرکز فرهنگی «هندو» نیز وجود دارد. از جملهٔ شناخته شده‌ترین این معابد و مراکز فرهنگی می‌توان به «شری سووامینارایان ماندیر» در برمینگهم، «معبد و مرکز فرهنگی هندویِ برمینگهم» در پلهم، «مرکز فرهنگی هندوی آلابامای شمالی» در کپشاو و «مرکز فرهنگی هیندو ماندیر» در تاسکالوسا اشاره کرد.
شش سازمان و مرکز بودایی در آلاباما فعالیت می‌کند. بیشتر معابد بودا در جنوب شهرستان موبیل نزدیک بایو لا باتر متمرکز شده‌است. در طول دهدی ۷۰ میلادی و پس از آن این منطقه شاهد موج اسکان پناهجویانی از کامبوج، لائوس و ویتنام بود. چهار معبد بودایی شامل "چووا چان گیاک"، وات بوداراکسا"، "وات لائو فوتهاویهان" در شعاع ۱۰ مایلی بایو لا باتر قرار دارند.

## اقتصاد

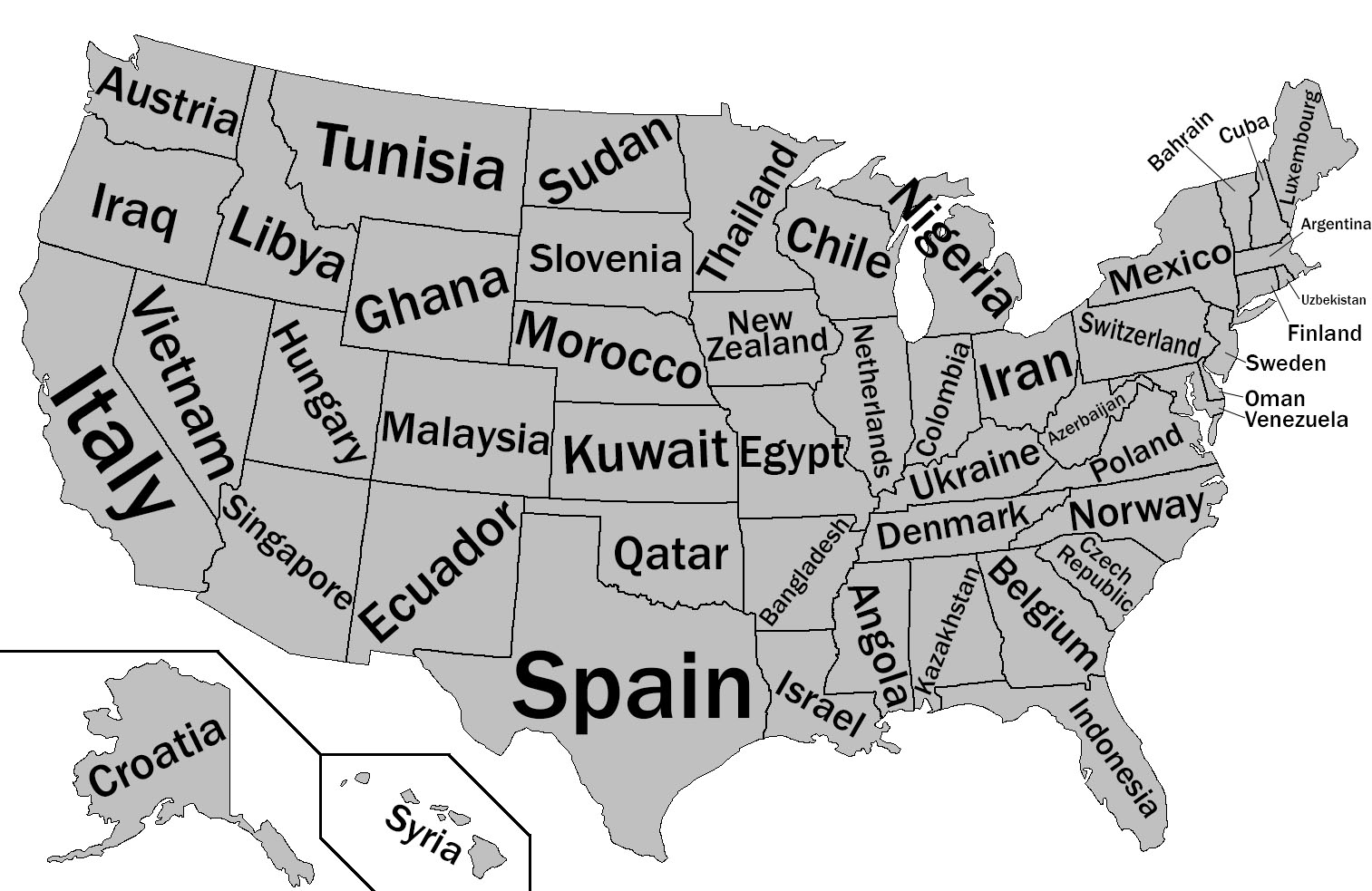
مقایسهٔ تولید ناخالص داخلی ایالت‌های آمریکا با کشورهای دیگر در سال ۲۰۱۲. ایالت آلاباما در این سال تولید ناخالصی اش قابل مقایسه با کشور قزاقستان (طبق نقشه) بوده‌است.

در سال ۲۰۱۲، این ایالت تولید ناخالص داخلی برابر با ۱۹۶٬۳۳۰ میلیارد دلار داشت، که بیش از تولید ناخالص داخلی کشور جمهوری چک (۱۹۵٬۶۵۷ میلیارد دلار) بود. در ایالت آلاباما عمدتاً در صنایع هوا و فضا، آموزش و پرورش، مراقبت‌های بهداشتی، بانکداری و انواع صنایع سنگین، از جمله تولید خودرو، استخراج معدن، تولید فولاد سرمایه‌گذاری شده‌است. در سال ۲۰۰۶ ارزش تولیدات کشاورزی و دامی ۱/۵ میلیارد دلار بوده‌است. این مقدار تنها در حدود ۱٪ تولید ناخالص داخلی ایالت را شامل می‌شود. در حالی که اقتصاد ایالت در قرن گذشته به شدت وابسته به کشاورزی بوده‌است. شمار کشتزارهای خصوصی از دههٔ ۶۰ میلادی به این سو با نرخی ثابت رو به کاهش داشته‌است زیرا این زمین‌ها به سرمایه‌گذاران، شرکت‌های چوب‌بری و شرکت‌های کشاورزی فروخته می‌شود. در سال ۲۰۰۸ (۱۳۸۷) اشغال در خارج از بخش کشاورزی گسترده بوده‌است. در این سال ۱۲۱۸۰۰ شغل در بخش مدیریت؛ ۷۱۷۵۰ شغل در بخش تجارت و امور مالی؛ ۳۶۷۹۰ شغل در بخش‌های مربوط به رایانه و علوم ریاضی؛ ۴۴۲۰۰ شغل در بخش معماری و مهندسی؛ ۱۲۴۱۰ شغل در بخش زندگی و علوم اجتماعی؛ ۳۲۲۶۰ شغل در بخش خدمات اجماعی؛ ۱۲۷۷۰ شغل در بخش حقوق و جزا؛ ۱۱۶۲۵۰ شغل در بخش آموزشی و کتابخانه‌داری؛ ۲۷۸۴۰ شغل در بخش هنر و رسانه‌ها، ۱۲۱۱۱۰ شغل در بخش بهداشت و درمان؛ ۴۴۷۵۰ شغل در بخش‌های امنیت، پلیس و آتش‌نشانی؛ ۱۵۴۰۴۰ شغل در بخش تهیهٔ غذا؛ ۷۶۶۵۰ شغل در بخش نظافت و تعمیر و نگهداری ساختمان و تأسیسات شهری؛ ۵۳۲۳۰ شغل در بخش مراقبت‌های خصوصی و خدمات؛ ۲۴۴۵۱۰ شغل در بخش فروش؛ ۳۳۸۷۶۰ شغل در بخش اداری؛ ۲۰۵۱۰ شغل در بخش‌های کشاورزی، ماهی‌گیری و جنگل‌داری؛ ۱۲۰۱۵۵ شغل در ساخت و ساز، استخراج معدن، گاز و نفت؛ ۱۰۶۲۸۰ شغل در بخش نصب و راه‌اندازی، تعمیر و نگهداری؛ ۲۲۴۱۱۰ شغل در بخش تولید و ۱۶۷۱۶۰ شغل در بخش ترابری فعال بوده‌است.
بر طبق بررسی اداره کاوشهای اقتصادی مجموع تولید ناخالص ایالتی آلاباما در سال ۲۰۰۸ ۱۷۰ میلیارد دلار، معادل ۲۹۴۱۱ دلار برای هر نفر بوده‌است که نشان دهندهٔ افزایش ۰/۷٪ نسبت به سال پیش است. در سال ۲۰۱۰ تولید ناخالص داخلی آلاباما ۱۷۴۴۰۰ میلیارد دلار (معادل ۲۲۹۸۴ دلار برای هر نفر) بود؛ که تقریباً برابر تولید ناخالص داخلی کشور پاکستان (۱۷۴٫۱۵۰ میلیارد دلار) است.
در ماه ژوئن ۲۰۱۲ نرخ بیکاری در آلاباما ۷/۸٪ اعلام شد.
شرکت‌های بی‌بی‌وی‌ای کامپس، کانتیننتال ایروسپیس و صنایع ابسکو از شرکت‌های مهم در ایالت آلاباما هستند.

### بزرگترین کارفرمایان

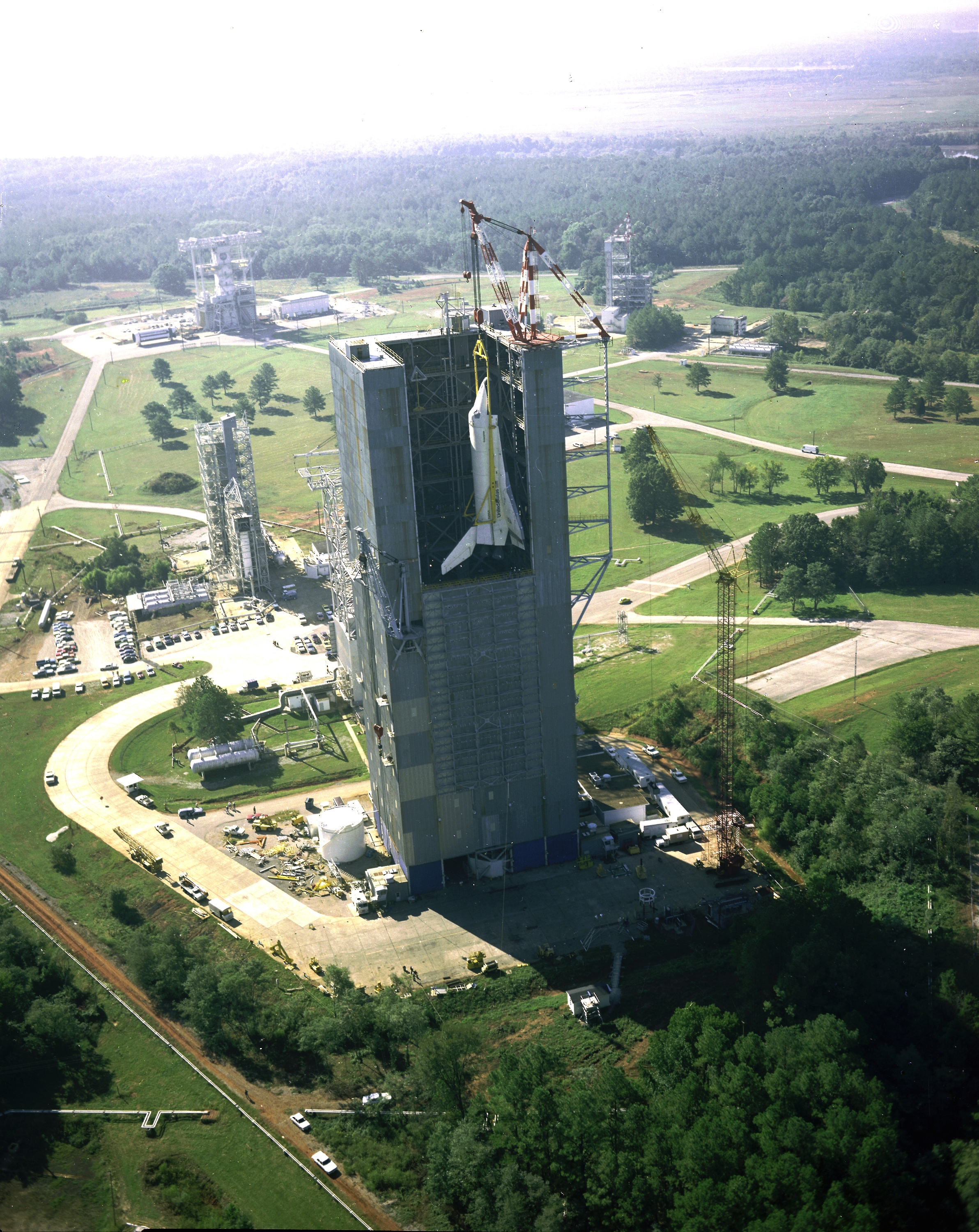
فضاپیمای انترپرایز که در مرکز پروازهای فضایی مارشال در سال ۱۹۷۸ مورد آزمایش قرار گرفته‌است.

طبق گزارش هفته‌نامهٔ برمینگهم بیزنس ژورنال پنج کارفرمایی که بیشترین کارمند یا کارگر را در آلاباما تا آوریل ۲۰۱۱ استخدام کرده‌اند عبارتند از:

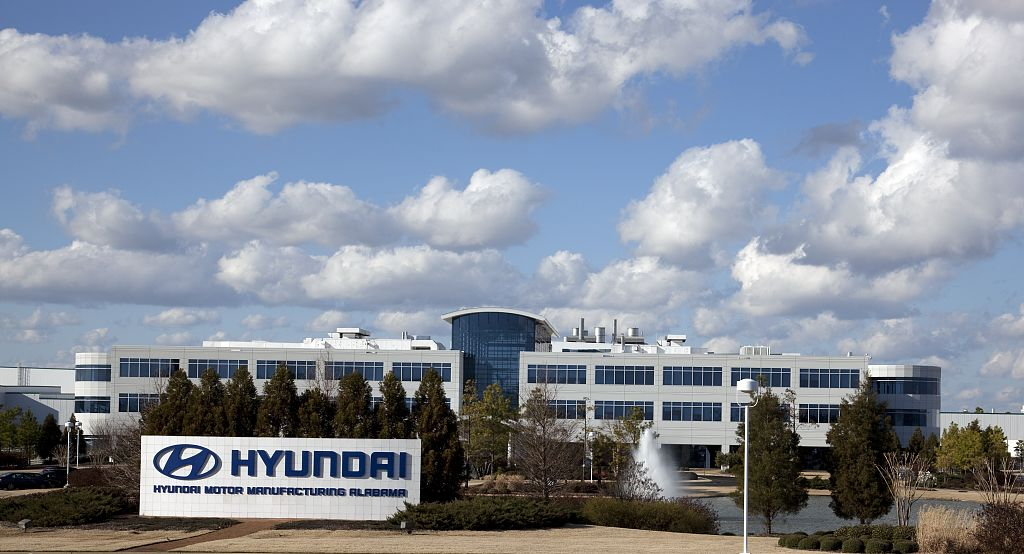
کارخانه خودروسازی «هیوندای موتور» در مونتگمری در سال ۲۰۱۰ (۱۳۸۹).

| کارفرما                                              | شمار کارمندان یا کارگران |
| ---------------------------------------------------- | ------------------------ |
| ردستون آرسنال                                        | ۲۵٬۳۷۳                   |
| دانشگاه آلاباما در برمینگهم (همراه بیمارستان یوای‌بی) | ۱۸٬۷۵۰                   |
| پایگاه نیروی هوایی مکسوِل                             | ۱۲٬۲۸۰                   |
| ایالت آلاباما                                        | ۹٬۵۰۰                    |
| نظام مدرسه‌های عمومی شهرستان موبیل                    | ۸٬۱۰۰                    |

۲۰ شرکت بعدی که نیز عبارتند از:
| کارفرما                      | موقعیت    |
| ---------------------------- | --------- |
| انبار مهمات ارتش در آنیستون  | آنیستون   |
| ای‌تی اند تی                  | سراسری    |
| دانشگاه آوبرن                | آوبرن     |
| مرکز درمانی باپتیست          | مونتگمری  |
| مدارس شهر برمینگهم           | برمینگهم  |
| شهرداری برمینگهم             | برمینگهم  |
| سامانهٔ بهداشتی دی‌سی‌اچ        | تاسکالوسا |
| مدارس شهر هاتسویل            | هانتسویل  |
| نظام بیمارستانی هانتسویل     | هانتسویل  |
| خودروسازی هیوندای آلاباما    | مونتگمری  |
| اینفرمری هلث سیستم           | موبیل     |
| مدارس عمومی شهرستان جفرسون   | برمینگهم  |
| مرکز پروازهای فضایی مارشال   | هانتسویل  |
| مرسدس-بنز جهانی ایالات متحده | ونس       |
| مدارس عمومی مونتگمری         | مونتگمری  |
| بنگاه مالی رجیونز            | سراسری    |
| بوئینگ                       | سراسری    |
| دانشگاه آلاباما              | تاسکالوسا |
| دانشگاه آلابامای جنوبی       | موبیل     |
| والمارت                      | سراسری    |

### کشاورزی
محصولات کشاورزی آلاباما شامل مرغ و تخم مرغ، دام، گیاهان گلخانه‌ای، بادام زمینی، پنبه، غلات مانند ذرت و سورگوم، سبزیجات، شیر، سویا و هلو است. اگرچه «ایالت پنبه» از لقب‌های آلاباماست، اما براساس گزارش‌های گوناگون، این ایالت ازنظر تولید پنبه در ردهٔ هشتم تا دهم قرار دارد و در کنار تکزاس، میسیسیپی و جورجیا (چهار ایالت جنوبی) سومین تولیدکنندهٔ پنبه در آمریکاست.

### صنعت
تولیدات صنعتی آلاباما شامل آهن و فولاد (همراه چدن و لوله‌های فولادی)، کاغذ، الوار و چوب، محصولات معدنی (بیشتر زغال سنگ)، محصولات پلاستیکی، خودروهای سبک و سنگین و پوشاک است. همچنین در آلاباما صنایع هوافضا و الکترونیک بیشتر در منطقهٔ هانتسویل در مرکز پروازهای فضایی مارشال تحت نظر ناسا و «یگان تجهیزات ارتش ایالات متحده» فعال است.

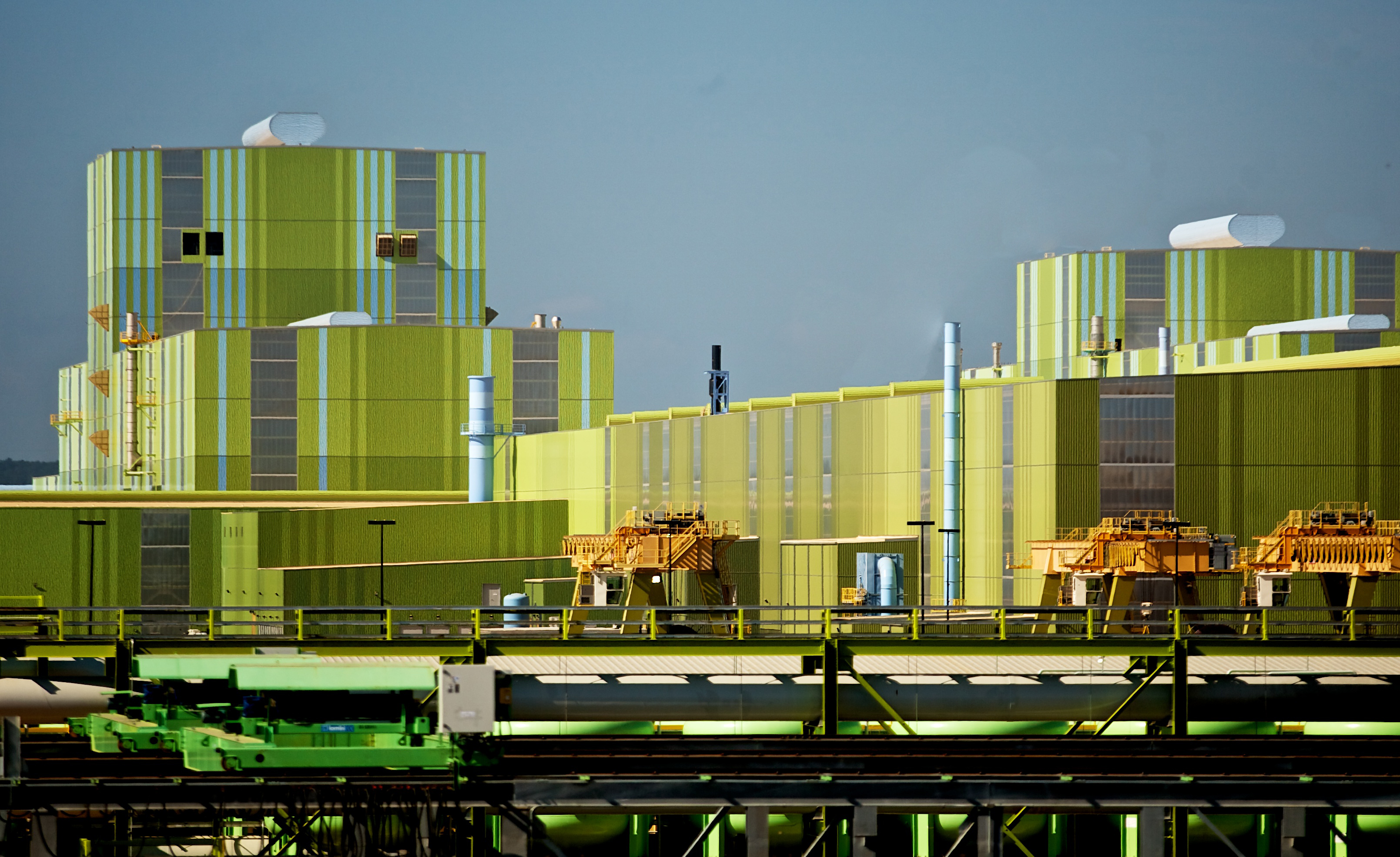
نمایی از خط تولید گالوانیزهٔ گرم در کارخانجات فولاد تیسن‌کروپ در کالورت نزدیک موبیل.

دلیل عمدهٔ رشد اقتصادی آلاباما در دههٔ ۱۹۹۰ میلادی گسترش صنعت خودروسازی در این ایالت بوده‌است. کارخانه‌های خودروسازی هوندا، هیوندای موتور، مرسدس-بنز آمریکا، تویوتا موتور و شرکت‌های پرشمار تأمین قطعات این کارخانه‌ها در آلاباما فعال هستند. از سال ۱۹۹۳ صنعت خودروسازی بیش از ۶۷۸۰۰ فرصت شغلی جدید در آلاباما ایجاد کرد. هم‌اکنون آلاباما در ردهٔ چهارم تولید خودروی آمریکا قرار دارد.
شرکت‌های تولید فولاد نوکور، اس‌اس‌ای‌بی، تیسن‌کروپ و یواس استییل حضور پررنگی در آلاباما دارند و در حدود ۱۰۰۰۰ نفر را استخدام کرده‌اند.
«شرکت پالایش هانت» که یکی از شرکت‌های تابع «هانت کانسالیدیتد» است در تاسکالوسا قرار دارد و همچنین در شهرهای موبیل، ملوین و ماوندویل، آلاباما فعالیت پالایشی دارد. کارخانهٔ تکثیر و بسته‌بندی دیسک نوری شرکت جی‌وی‌سی آمریکا نیز در تاسکالوسا قراردارد.

### گردشگری

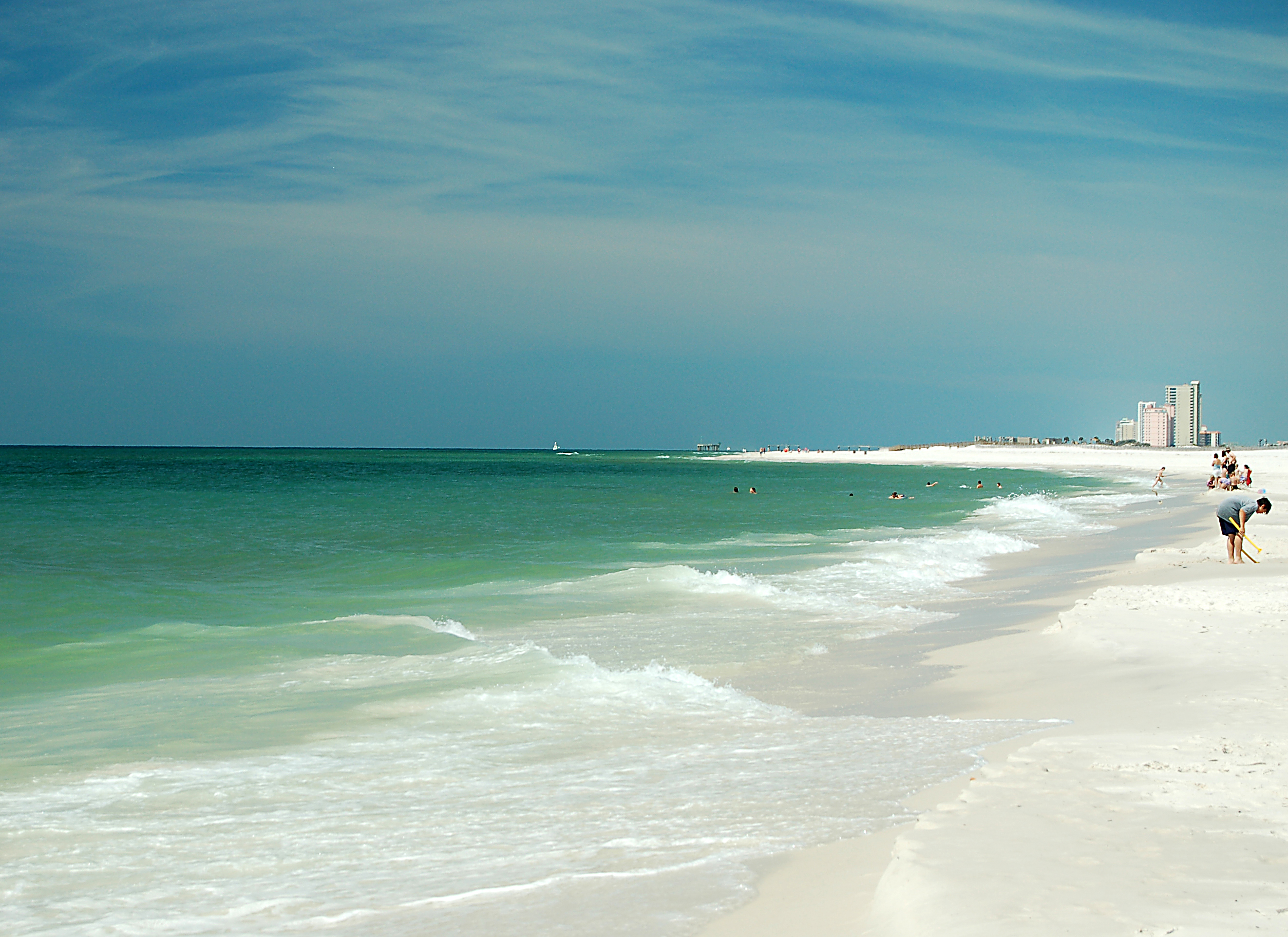
سواحل آلاباما تأثیر بسزایی بر اقتصاد این ایالت دارد.

براوردها از ورود سالانه ۲۰ میلیون گردشگر به آلاباما حکایت دارد که ۱۰۰۰۰۰ نفر آن‌ها از کشورهایی دیگر هستند. کشورهایی مانند کانادا، آلمان، بریتانیا و ژاپن. در سال ۲۰۰۶ (۱۳۸۵) ۲۲ میلیون گردشگر در آلاباما ۸ میلیارد دلار پول خرج کردند و باعث ایجاد ۱۶۲۰۰۰ فرصت شغلی در آلاباما شدند.

### بهداشت و درمان
بیمارستان یوای‌بی تنها مرکز درجهٔ یک تروما در آلاباماست. این بیمارستان بزرگترین کارفرمای وابسته به بخش دولتی در این ایالت است که ۱۸۰۰۰ نیروی کار دارد.

### بانکداری

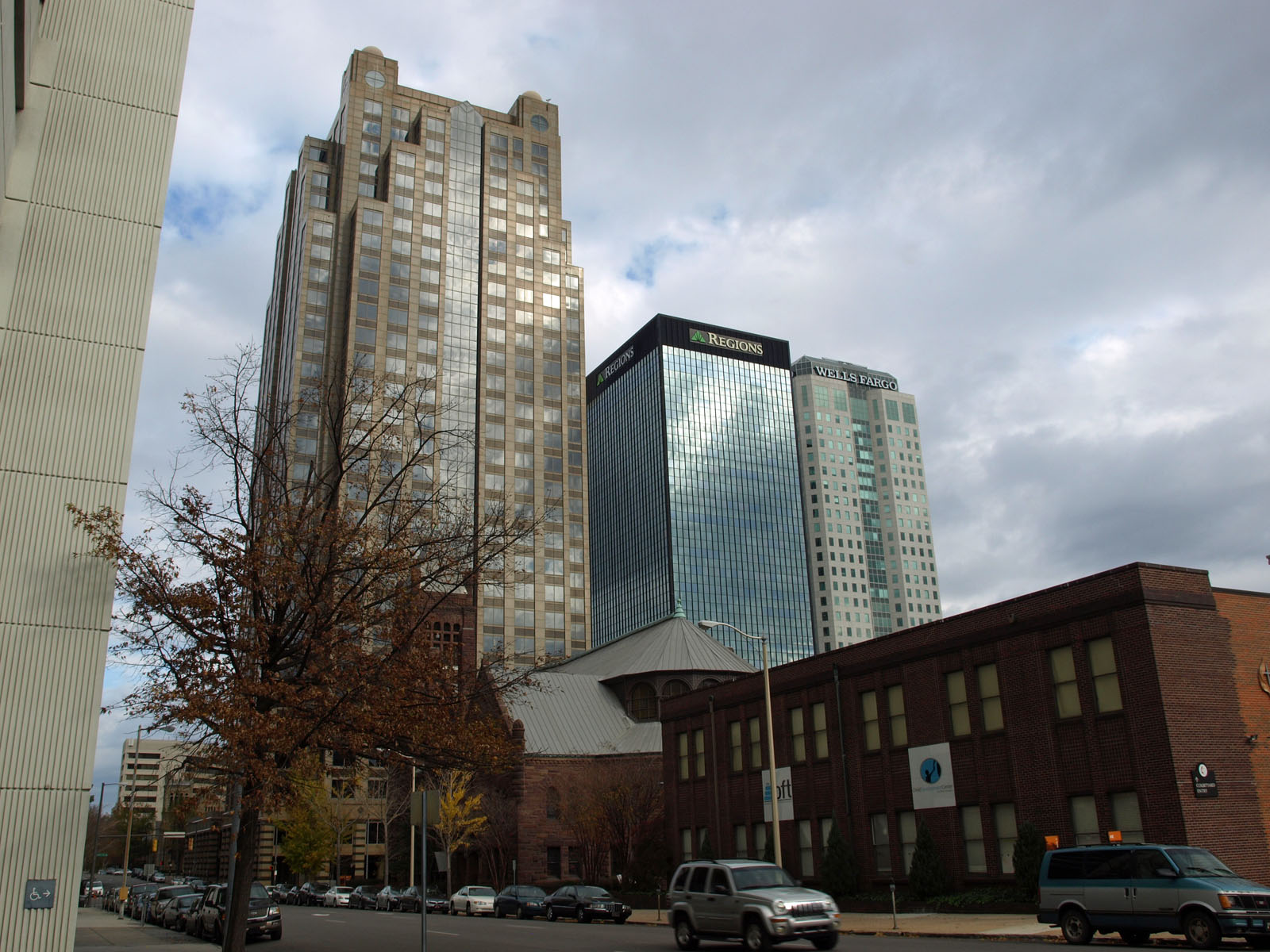
برج‌های رجیونز-هربرت پلازا، رجیونز سنتر و ولس فارگو در مرکزاقتصادی مالی شهر برمینگهم.

شعبهٔ مرکزی بنگاه مالی رجیونز، بانک بی‌بی‌وی‌ای کامپس و بانک ساپریور بنکورپ در آلاباما قرار دارد. شعبهٔ مرکزی بانک «کولونیال بنکگروپ» نیز در آلاباما قرار داشت. در سپتامبر ۲۰۰۷ (شهریور ۱۳۸۶) بانک «کامپس بنکشِیرز» توسط بانکو بیلبائو ویزکایا آرجنتاریا (بی‌بی‌وی‌ای) دومین بانک بزرگ اسپانیا خریداری شد و به «بی‌بی‌وی‌ای کامپس» تغییر نام داد ولی شعبهٔ مرکزیش در برمینگهم باقی ماند. در نوامبر ۲۰۰۶ (آبان ۱۳۸۵) بنگاه مالی رجیونز با یک بانک برمینگهمی دیگر به نام ام‌ساوث بنکورپوریشن ادغام شد. در سال ۲۰۰۴ یکی دیگر از بانک‌های بزرگ واقع در برمینگهم به نام ساوث‌تراست کورپوریشن به قیمت ۱۴ میلیارد و ۳۰۰ میلیون دلار توسط بانک واچوویا خریداری شد. چندین بانک کوچک دیگر نیز در برمینگهم فعالیت دارند، مانند ساپریور بنکورپ، «سرویس‌فرست» و «صندوق پس‌انداز نیو ساوث فدرال». دفتر مرکزی چند شرکت مدیریت سرمایه‌گذاری نیز در برمینگهم قرار دارد از جمله «شرکت هربرت منیجمنت».

### صنایع الکترونیک
شرکت‌های مخابراتی مانند ای‌تی اند تی حضور پر رنگی در آلاباما دارند. ای‌تی اند تی ۶۰۰۰ کارمند رسمی و بیش از ۱۲۰۰ کارمند قراردادی دارد. مقر بسیاری از شرکت‌های تجاری فناوری در هانتسویل قرار دارد. از جملهٔ این شرکت‌ها می‌توان به شرکت «ادتران»، شرکت گرافیک رایانهٔ «اینترگراف»، شرکت طراح و سازندهٔ زیرساخت‌های فناوری اطلاعات «آووسنت» و ارائه دهندهٔ خدمات مخابراتی «دلتاکام» اشاره کرد.

## قانون و حکومت

### دولت ایالتی

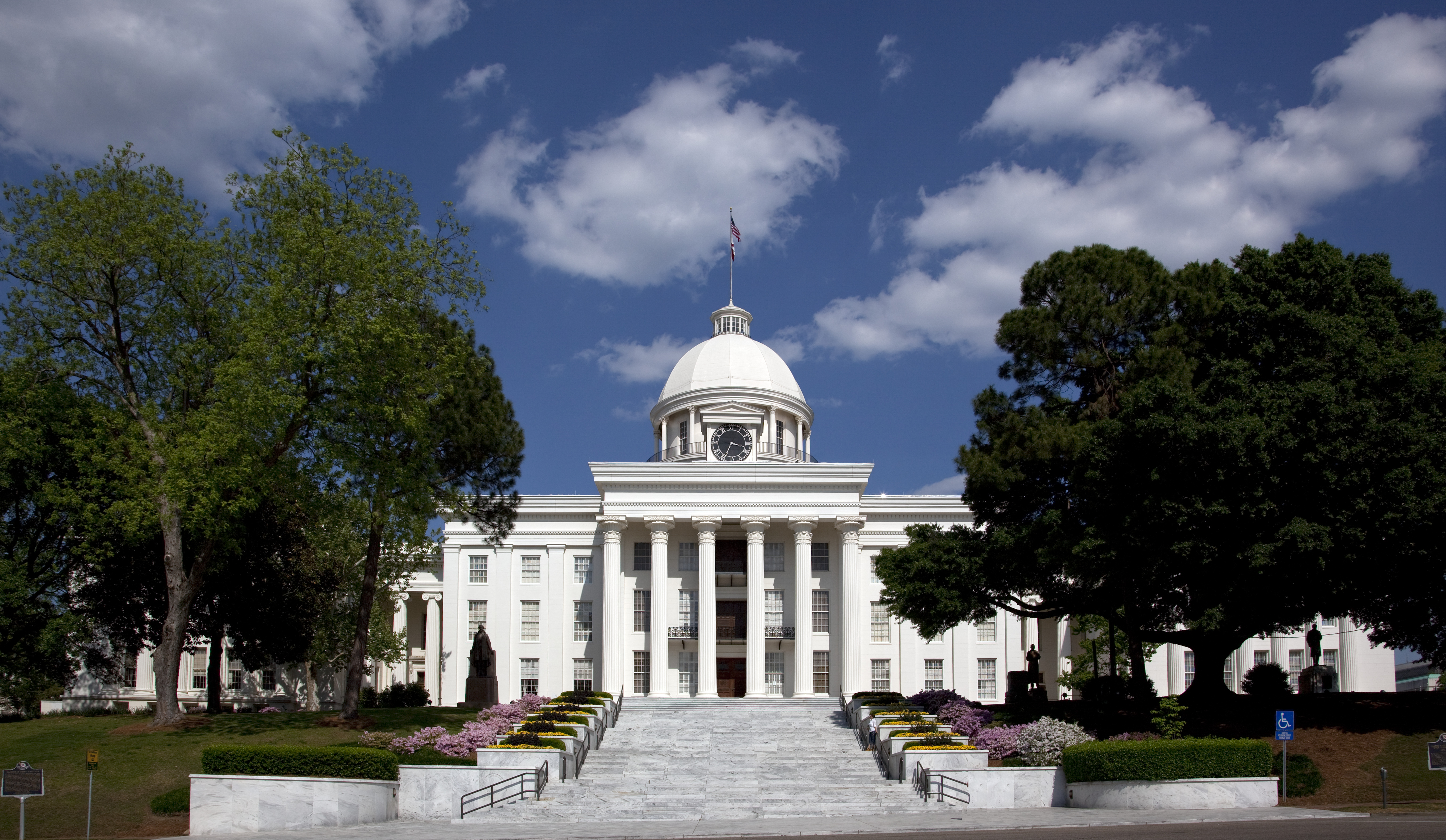
عمارت مجلس قانون‌گذاری در مونتگمری، ساخت آن در سال ۱۸۵۱ تکمیل شد.

سند بنیادین دولت آلاباما قانون اساسی آلاباما است که در سال ۱۹۰۱ به تصویب رسید. قانون اساسی آلاباما دارای ۸۰۰ متمم و ۳۱۰٬۰۰۰ واژه است و طولانی‌ترین قانون اساسی در جهان محسوب می‌شود و چهار برابر طولانی‌تر از قانون اساسی ایالات متحده آمریکا است. جنبش قابل توجهی برای بازنویسی و نوسازی قانون اساسی آلاباما در جریان است. این جنبش بر این باور است قانون اساسی آلاباما قدرت را به شدت در مونتگمری متمرکز کرده‌است و عملاً هیچ قدرتی در اختیار مناطق دیگر نمی‌گذارد. هرگونه تغییر در سیاست در تمام ایالت باید توسط تمام دستگاه قانون‌گذاری تأیید و به همه‌پرسی گذاشته شود. یکی از انتقادها به قانون اساسی کنونی این است که پیچیدگی و طولانی بودن قانون اساسی عمداً به منظور ایجاد تبعیض نژادی و نژادپرستی پنهانی است.

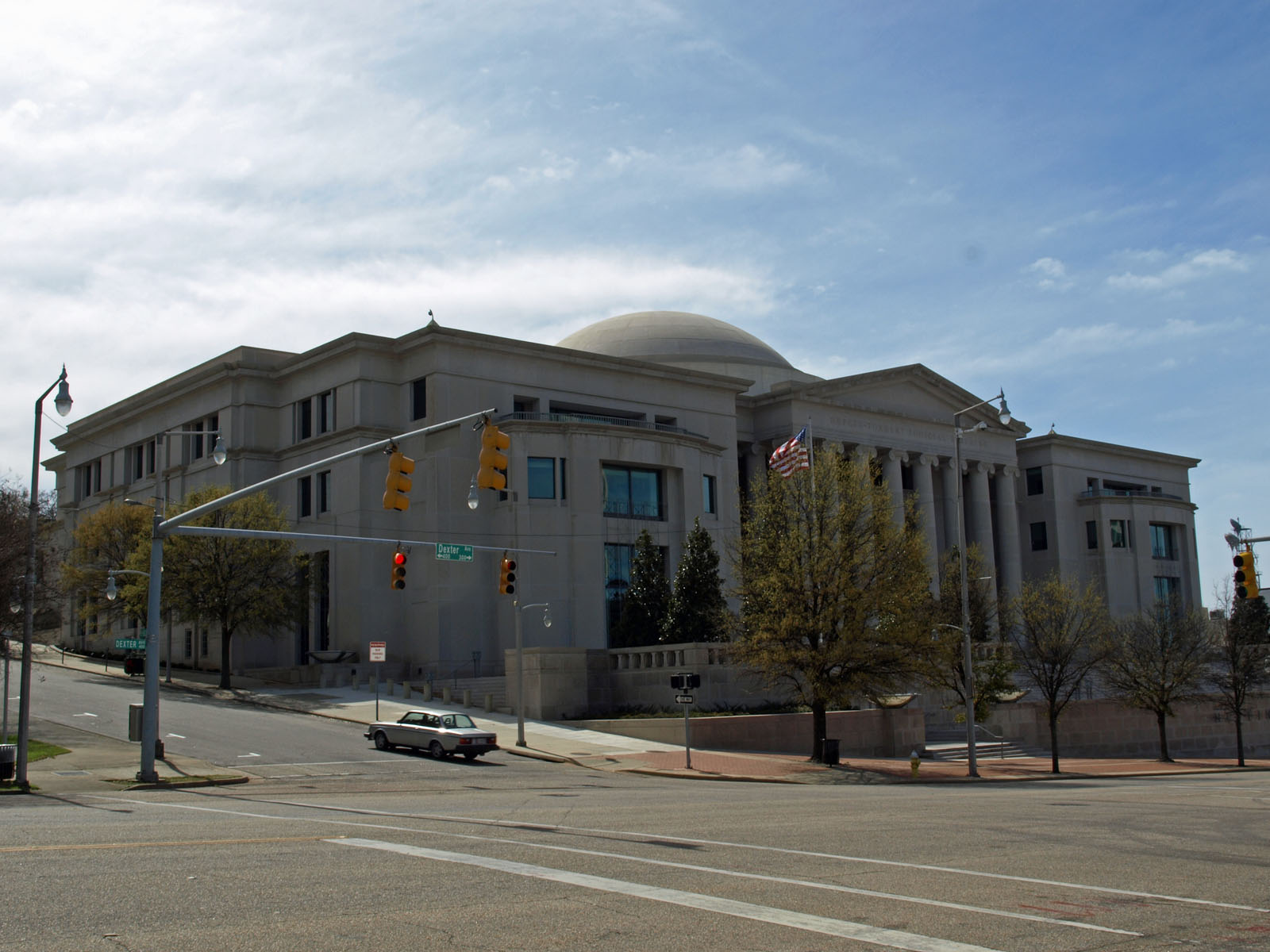
ساختمان دادگستری آلاباما که در مونتگمری قرار دارد. این ساختمان محل دیوان عالی آلاباما، دادگاه استیناف مدنی آلاباما و دادگاه استیناف جنایی آلاباما است.

دولت آلاباما از سه دستگاه برابر قانون‌گذاری، اجرایی و قضایی تشکیل یافته‌است. دستگاه قانون‌گذاری آلاباما دستگاهی دو مجلسی است. مجلس نمایندگان آلاباما دارای ۱۰۵ نماینده و مجلس سنای آلاباما دارای ۳۵ سناتور است. دستگاه قانون‌گذاری تدوین، بررسی، تصویب یا رد قانون‌های ایالت را بر دوش دارد. حزب جمهوری‌خواه هم‌اکنون اکثریت را در هر دو مجلس در اختیار دارد. دستگاه قانون‌گذاری این قدرت را دارد که وتوی فرماندار را با اکثریت (دو سوم نمایندگان) رأی باطل کند.

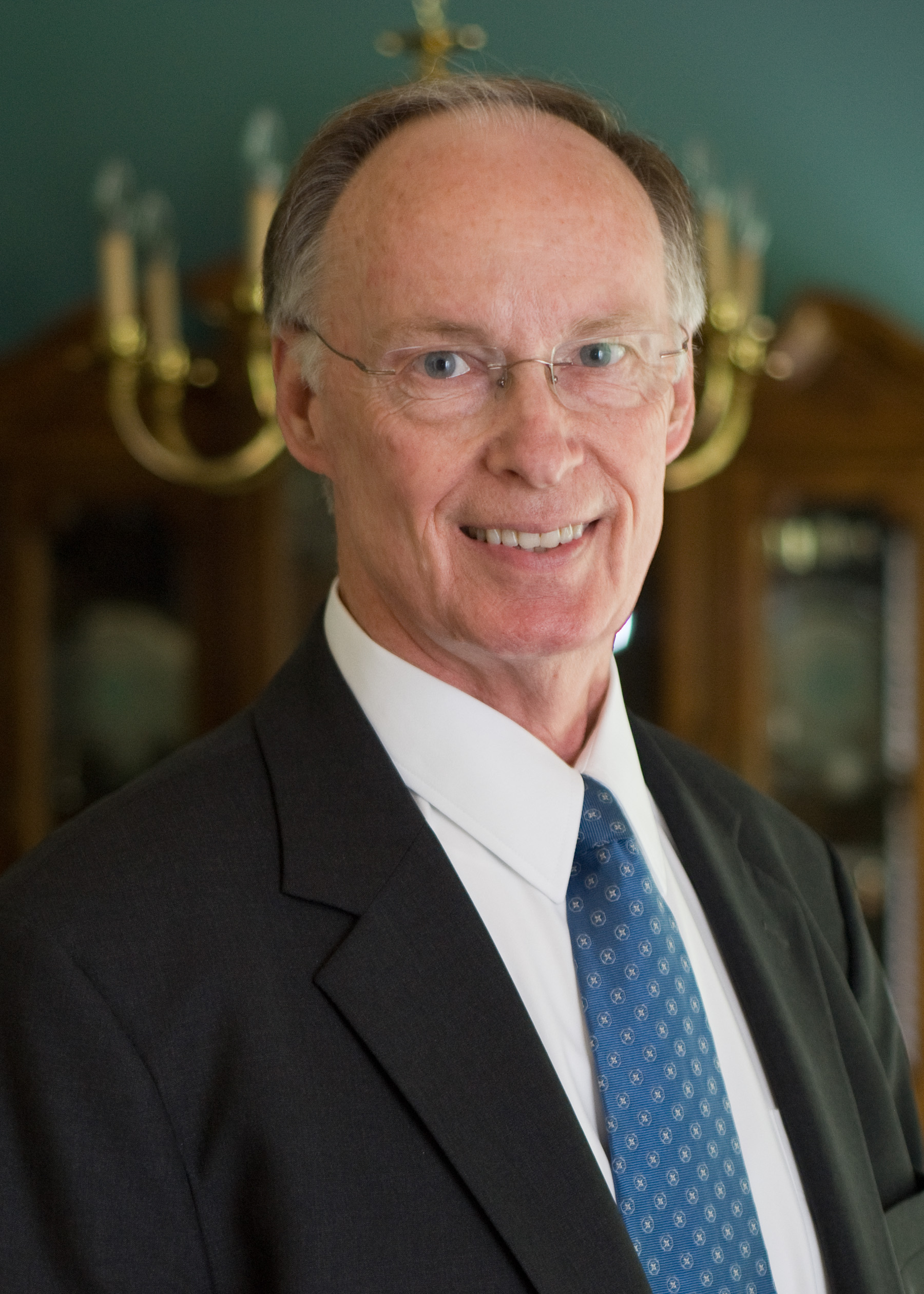
رابرت بنتلی، از ۱۷ ژانویه ۲۰۱۱ فرماندار آلاباماست.

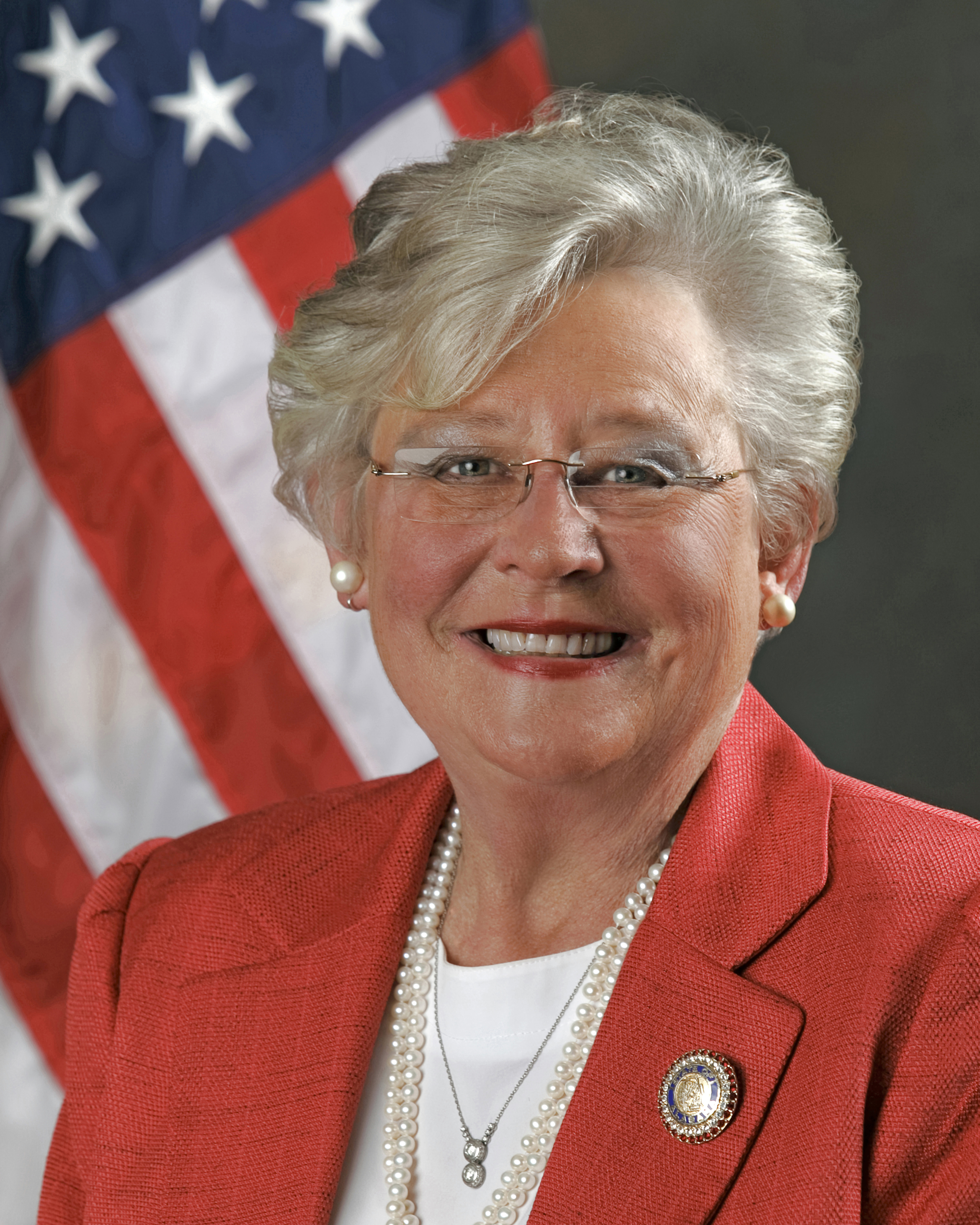
کی آیوی، معاون فرماندار آلاباما

دستگاه اجرایی اجرا و نظارت بر قوانین را بر دوش دارد. فرماندار آلاباما ریاست دستگاه اجرایی را بر دوش دارد. دیگر اعضای دستگاه اجرایی شامل کابینه، دادستان کل آلاباما، معاون دولت، خزانه‌دار آلاباما و حسابدار دولت است. فرماندار کنونی آلاباما رابرت بنتلی از حزب جمهوری‌خواه است. معاون فرماندار آلاباما نیز کی آیوی از حزب جمهوری‌خواه است.
دستگاه قضایی مسوول تفسیر قانون اساسی و اعمال قانون در پرونده‌های جنایی و مدنی است. عالیترین دادگاه ایالت دیوان عالی آلاباما است. رئیس دیوان عالی آلاباما «چاک مالون» از حزب جمهوری‌خواه است. تمامی قضات دیوان عالی آلاباما عضو حزب جمهوری‌خواه هستند.

### مالیات
در ایالت آلاباما ۲، ۴ یا ۵ درصد مالیات بر درآمد وضع می‌شود. مالیات دهندگان می‌توانند میزان مالیات بر درآمد خود را از مالیات ایالتی آلاباما کسر کنند. مالیات دهندگانی که کسر از مالیات‌هایشان را جز به جز گزارش دهند نیز می‌توانند مالیات امنیت اجتماعی و بهداشت را از مالیات بر درآمد خود کسر کنند.
میزان مالیات بر فروش در آلاباما ۴ درصد است. اما نرخ مالیات بر فروش به‌طور قابل توجهی بالاتر می‌رود، زیرا شدن مالیات بر فروش اضافی در دیگر شهرها و شهرستان‌ها به آن افزوده می‌شود. برای مثال، مجموع مالیات بر فروش در موبیل ۱۰ درصد است و یک مالیات اضافی ۱ درصدی برای رستوران‌ها اعمال می‌شود؛ در نتیجه کسی که در موبیل یک وعده شام سفارش می‌دهد؛ به ازای هر وعده ۱۱ درصد مالیات می‌پردازد. مالیات بر فروش و مالیات‌های غیر مستقیم ۵۱ درصد درآمد دولت ایالتی آلاباما را تشکیل می‌دهد. این مقدار در آمریکا ۳۶ درصد است. همچنین آلاباما یکی از چند ایالتی است که از مواد غذایی و دارو مالیات جداگانه می‌گیرد. مالیات بر درآمد برای خانواده‌های فقیر در آلاباما جز بالاترین‌ها در تمام آمریکاست.
میزان مالیات بر درآمد شرکت‌ها در آلاباما ۶/۵ درصد است. مجموع مالیات‌های سراسری، ایالتی و محلی در آلاباما این ایالت را در ردهٔ یکی مانده به آخر از نظر تحمیل مالیات قرار داده‌است. مالیات بر املاک در آلاباما کمترین میزان در آمریکا است. قانون اساسی کنونی ایالت، افزایش مالیات املاک را منوط به همه‌پرسی کرده‌است.
از آنجایی که ساختار مالیاتی آلاباما تا حد زیادی به هزینه‌های مصرف‌کننده بستگی دارد، این ایالت در معرض تغییرهای زیاد ساختار بودجه قرار دارد.

## آموزش

### مدارس ابتدایی و متوسطه

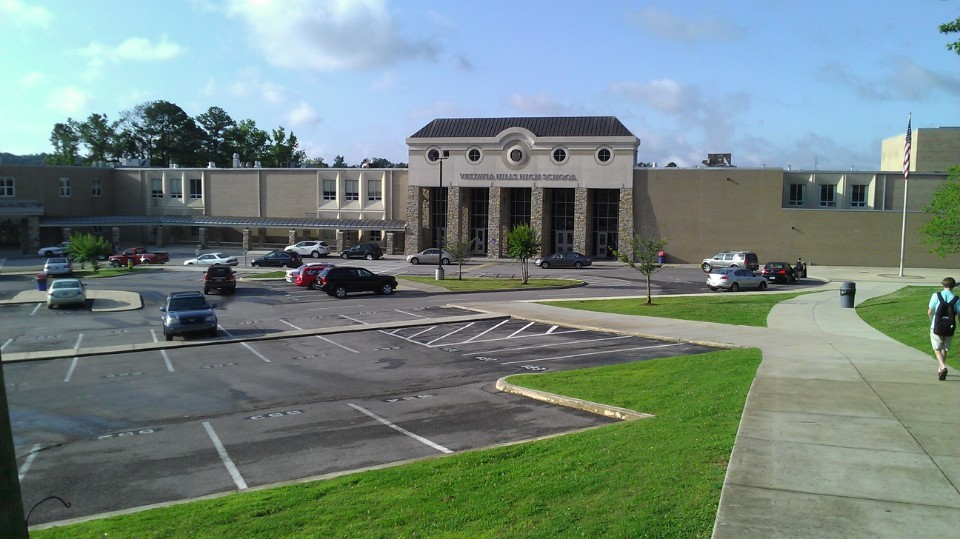
"دبیرستان وستاویا هیلز در حومهٔ برمینگهم"

آموزش ابتدایی و متوسطهٔ دولتی در آلاباما تحت نظارت "برد آموزش و پرورش آلاباماست. همچنین ۶۷ انجمن آموزش و پرورش شهرستانی و ۶۰ انجمن آموزش و پرورش شهری بر مدارس آلاباما نظارت می‌کنند. در مجموع ۱۴۹۹ مدرسه برای ۷۴۰۰۰۰ دانش آموز دبستانی و دبیرستانی خدمات آموزش فراهم می‌کنند.
نظام آموزشی آلاباما در دهه‌های اخیر بهبود یافته‌است اما نسبت به دیگر ایالت‌ها ضعیف بوده‌است. بر اساس داده‌های ادارهٔ آمار آمریکا، نرخ فراغت از تحصیل در دبیرستان‌های آلاباما ۷۵ درصد است که درمیان ایالت‌های آمریکا از آخر چهارم است. (پس از کنتاکی، لویزیانا، میسیسیپی)

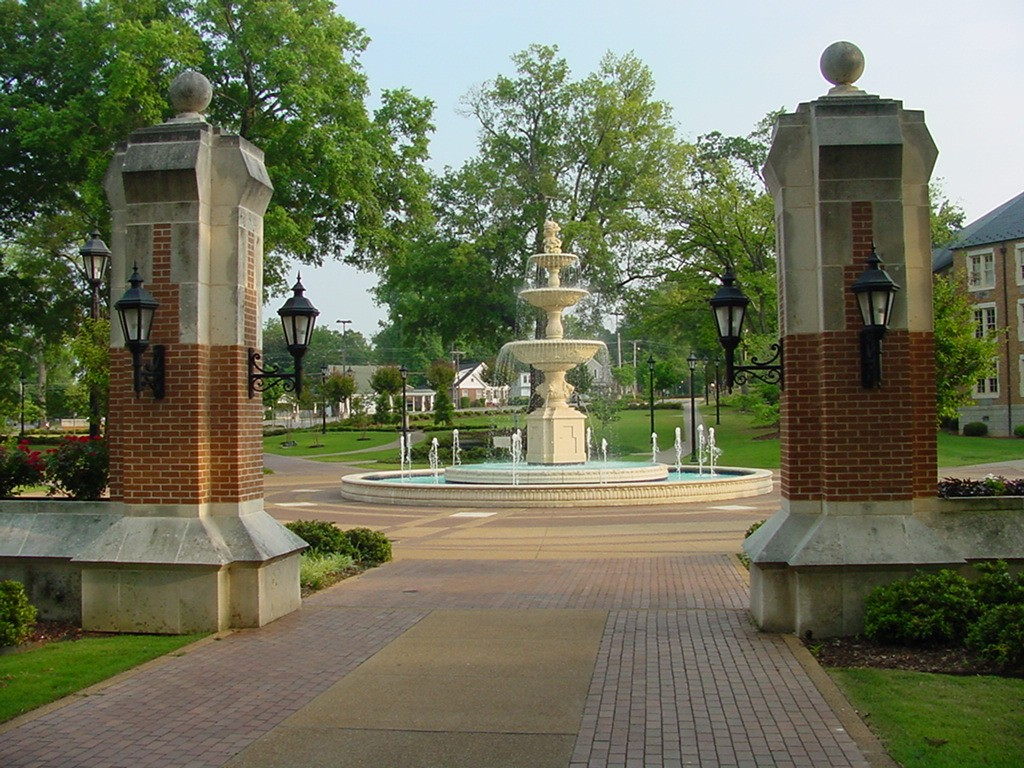
هریسون پلازا در دانشگاه آلاباما شمالی در فلارنس. پروانه فعالیت این آموزشگاه در سال ۱۸۳۰ (۱۲۰۹) با نام «آموزشگاه لی‌گارانژ» توسط مجلس قانون‌گذاری آلاباما صادر شد.

### دانشگاه‌ها
نظام آموزش عالی آلاباما شامل ۱۴ دانشگاه دولتی چهار ساله، کالج‌های دو ساله و ۱۷ دانشگاه غیردولتی در سطح کارشناسی و کارشناسی ارشد است. ۳ دانشگاه علوم پزشکی (دانشکده پزشکی دانشگاه آلاباما، دانشگاه آلابامای جنوبی و دانشکده استخوان پزشکی آلاباما)، دو دانشکدهٔ دامپزشکی (دانشگاه آوبرن و دانشگاه تاسکاگی)، یک دانشکدهٔ دندانپزشکی (دانشکده دندانپزشکی دانشگاه آلاباما)، یک دانشکدهٔ بینایی‌سنجی (دانشگاه آلاباما در برمینگهم)، دو دانشکدهٔ داروسازی (دانشگاه آوبرن و دانشگاه سمفورد) و پنج دانشکدهٔ حقوق (دانشکده حقوق دانشگاه آلاباما، مدرسه حقوق برمینگهم، مدرسه حقوق کامبرلند، مدرسه حقوق مایلز و مدرسه حقوق توماس گود جونز) در آلاباما وجود دارد. آموزش عالی در آلاباما تحت سرپرستی "هیئت آموزش عالی آلاباماست. دانشگاه‌ها و مؤسسه‌های آموزش عالی در آلاباما دوره‌های تحصیلی را از ۲ساله در سطح کاردانی تا دوره‌های ۱۶ساله در سطح دکترا ارائه می‌دهند.

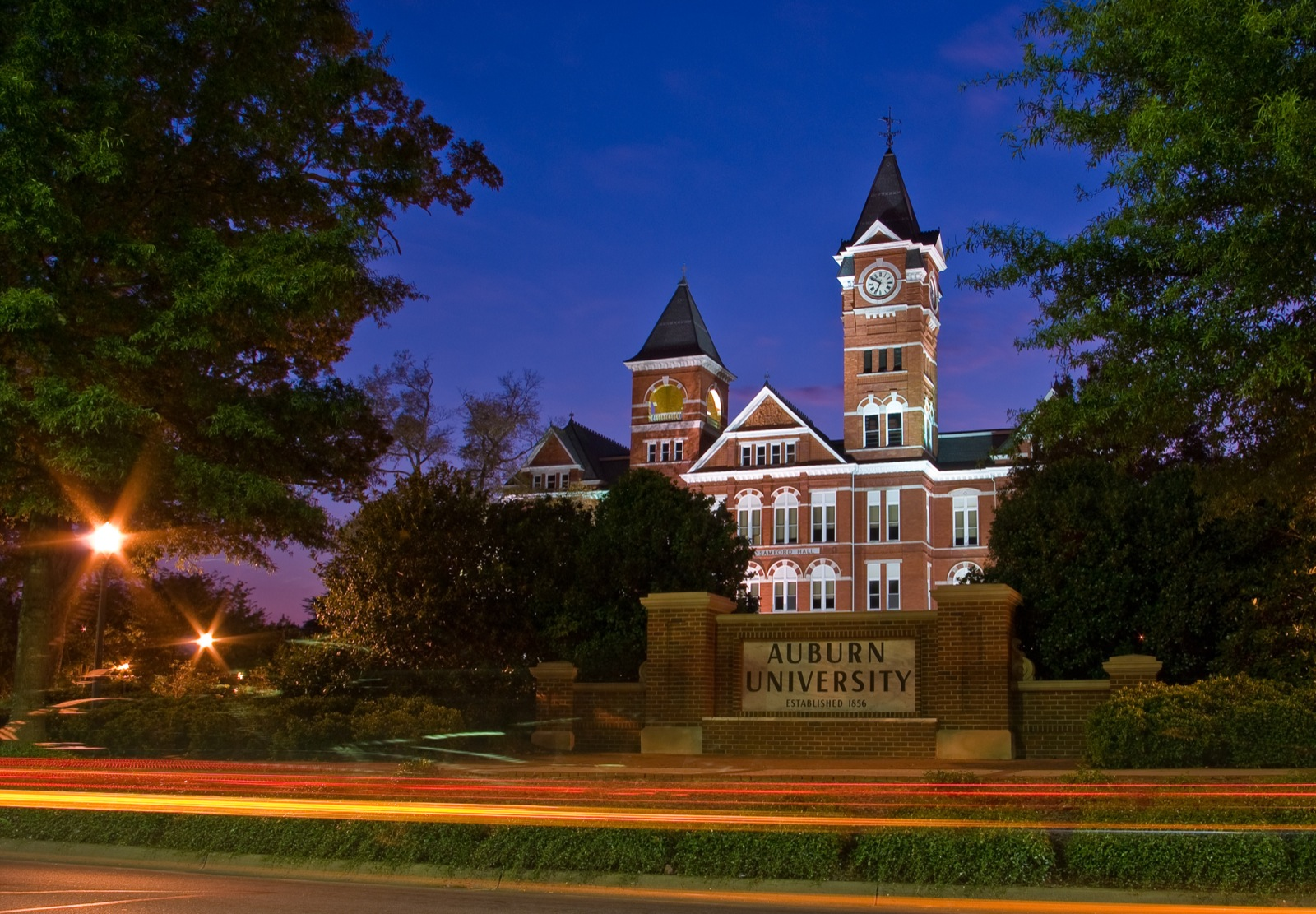
تالار ویلیام سمفورد در دانشگاه آوبرن در آوبرن

بزرگترین پردیس دانشگاهی آلاباما دانشگاه آلاباما واقع در تاسکالوسا، با ۳۳۶۰۲ دانشجوی نام‌نویسی شده برای پاییز ۲۰۱۲ است. در سال ۲۰۱۰ بزرگترین مؤسسهٔ آموزش عالی در ایالت، دانشگاه تروی با ۲۹۶۸۹ دانشجوی ثبت نام شده بود. این دانشگاه دارای چهار پردیس در آلاباما، ۶۰ آموزشگاه در ۱۷ ایالت آمریکا و ۱۱ کشور است. دیرین‌ترین آموزشگاه‌های عالی در آلاباما دانشگاه آلابامای شمالی در فلارنس، آلاباما و دانشکدهٔ اسپرینگ هیل (وابسته به مسیحیت کاتولیک) هستند که هر دو در سال ۱۸۳۰ (۱۲۰۹ ه‍.خ) بنیان نهاده شده‌اند.
تأیید اعتبار برنامه‌های دانشگاهی از طریق «اتحادیه دانشگاه‌ها و آموزشگاه‌های جنوبی» و همچنین سایر موسسه‌های تأیید اعتبار ملی و جهانی مانند «اتحادیهٔ آموزش عالی بیبیکال»، "شورای اموزش شغلی", و «شورای تأیید اعتبار دانشکده‌ها و آموزشگاه‌های غیر وابسته» انجام می‌شود.
بر اساس گزارش سال ۲۰۱۱ مجلهٔ خبری یواس نیوز اند ورلد ریپورت، سه دانشگاه آلاباما در فهرست ۱۰۰ آموزشگاه دولتی برتر آمریکا قرار دارند. در این فهرست دانشگاه آلاباما در ردهٔ ۳۱، دانشگاه آوبرن در ردهٔ ۳۶ و دانشگاه آلاباما در برمینگهم در ردهٔ ۷۳ قرار دارند.

## ورزش

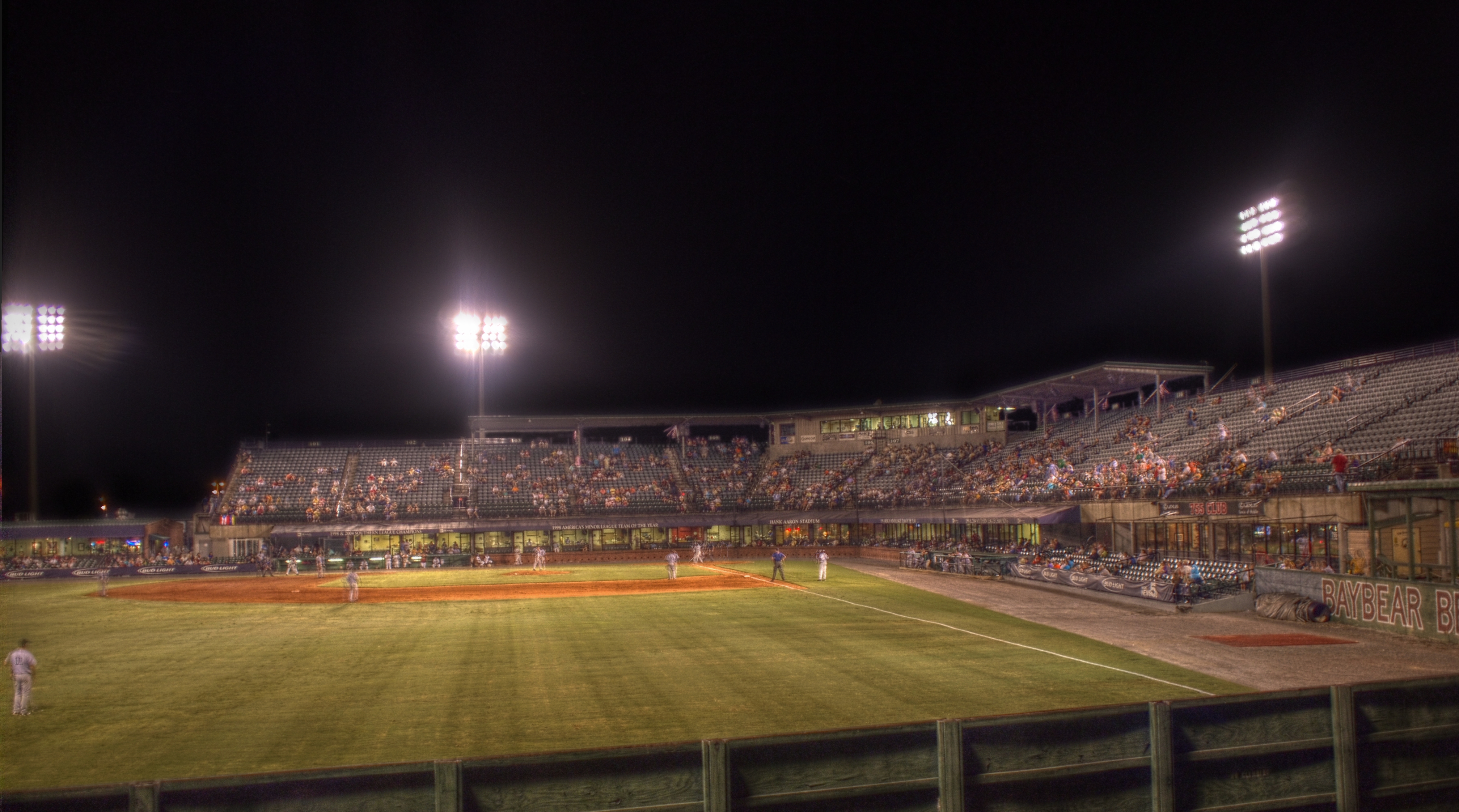
ورزشگاه هنک آرون در موبیل.

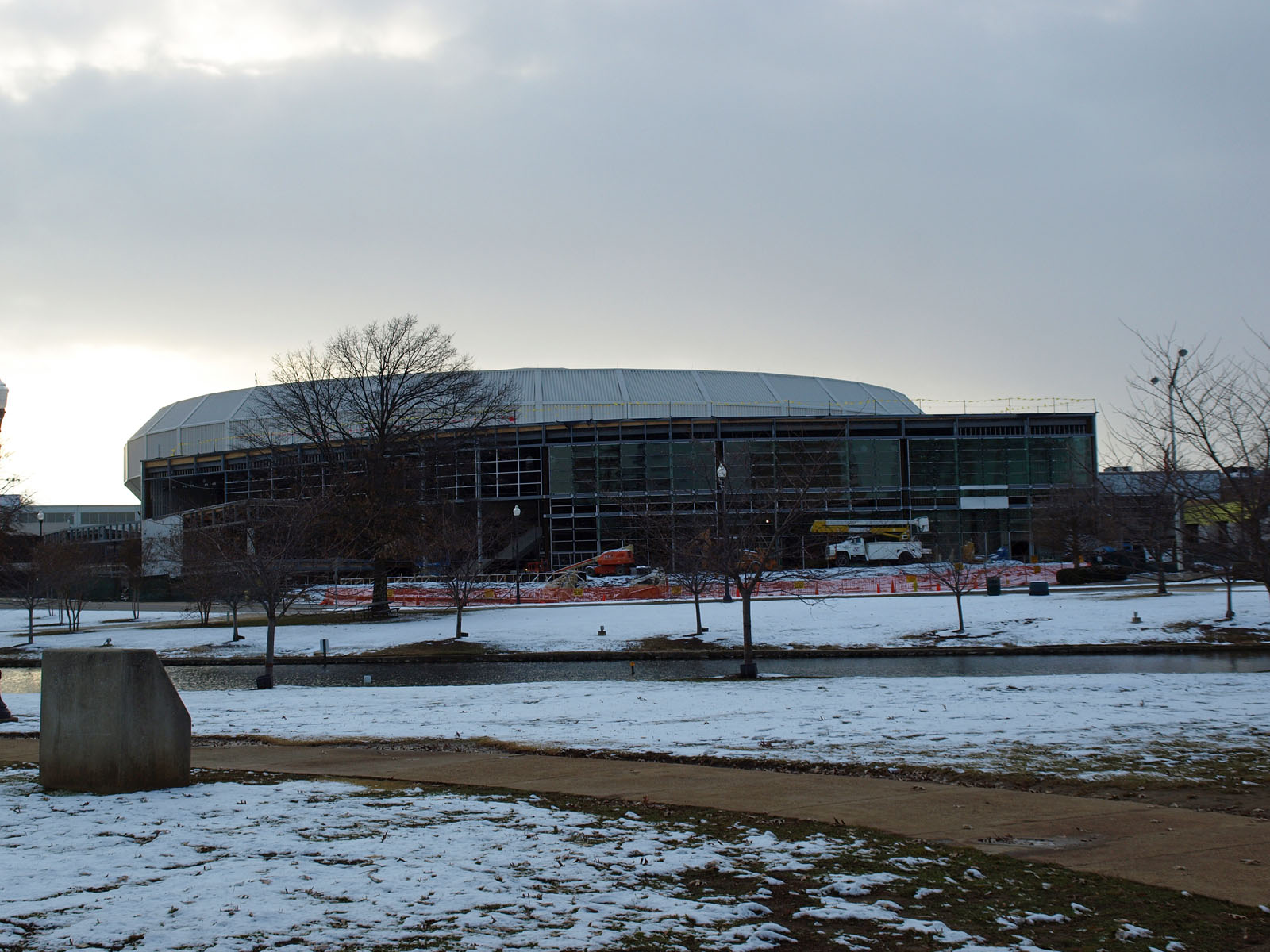
فون براون سنتر در هانتسویل.

### تیم‌ها
ایالت آلاباما دارای چندین تیم ورزشی حرفه‌ای و نیمه‌حرفه‌ای است.
| باشگاه            | شهر      | ورزش                      | لیگ                                   | ورزشگاه                    |
| ----------------- | -------- | ------------------------- | ------------------------------------- | -------------------------- |
| آلاباما همرز      | هانتسویل | فوتبال آمریکایی داخل سالن | لیگ فوتبال آمریکایی داخل سالن جنوب    | فون براون سنتر             |
| برمینگهم بارونز   | هوور     | بیسبال                    | لیگ بیسبال جنوب                       | ورزشگاه رجیونز پارک        |
| برمینگهم سیبرز    | برمینگهم | بسکتبال                   | لیگ بسکتبال کونتیننتال                | مدرسه آلتامونت             |
| دیکسی دربی گرلز   | هانتسویل | اسکیت                     | لیگ اسکیت زنان آمریکا                 | فون براون سنتر             |
| هانتسویل هاووک    | هانتسویل | هاکی روی یخ               | لیگ برتر هاکی جنوب                    | فون براون سنتر             |
| هانتسویل استارز   | هانتسویل | بیسبال                    | لیگ بیسبال جنوب                       | ورزشگاه جو دیویس           |
| موبیل بِی‌بیِرز      | موبیل    | بیسبال                    | لیگ بیسبال جنوب                       | ورزشگاه هنک آرون           |
| موبیل بِی هوریکنز  | موبیل    | بسکتبال                   | اتحادیه بسکتبال آمریکا (۲۰۰۰ تا کنون) | دبیرستان دیویدسون          |
| مونتگمری بیکویتس  | مونتگمری | بیسبال                    | لیگ بیسبال جنوب                       | ورزشگاه مونتگمری ریورواک   |
| راکت سیتی یونایتد | مدیسون   | فوتبال                    | لیگ برتر ملی فوتبال                   | ورزشگاه مدیسون سیتی اسکولز |
| تنسی ولی تایگرز   | هانتسویل | فوتبال آمریکایی           | لیگ مستقل فوتبال آمریکایی زنان        | ورزشگاه میلتون فرانک       |
| تراژیک سیتی رولرز | برمینگهم | اسکیت                     | لیگ اسکیت زنان آمریکا                 | ورزشگاه زامورا شراین تمپل  |

### ورزشگاه‌ها
آلاباما دارای چهار تا از ورزشگاه بزرگ جهان براساس شمار صندلی است: ورزشگاه تلدیگا سوپراسپیدوِی در تلدیگا، ورزشگاه بریانت-دنی در تاسکالوسا، ورزشگاه جوردن-هِیر در آوبرن و ورزشگاه لژیون فیلد در برمینگهم.

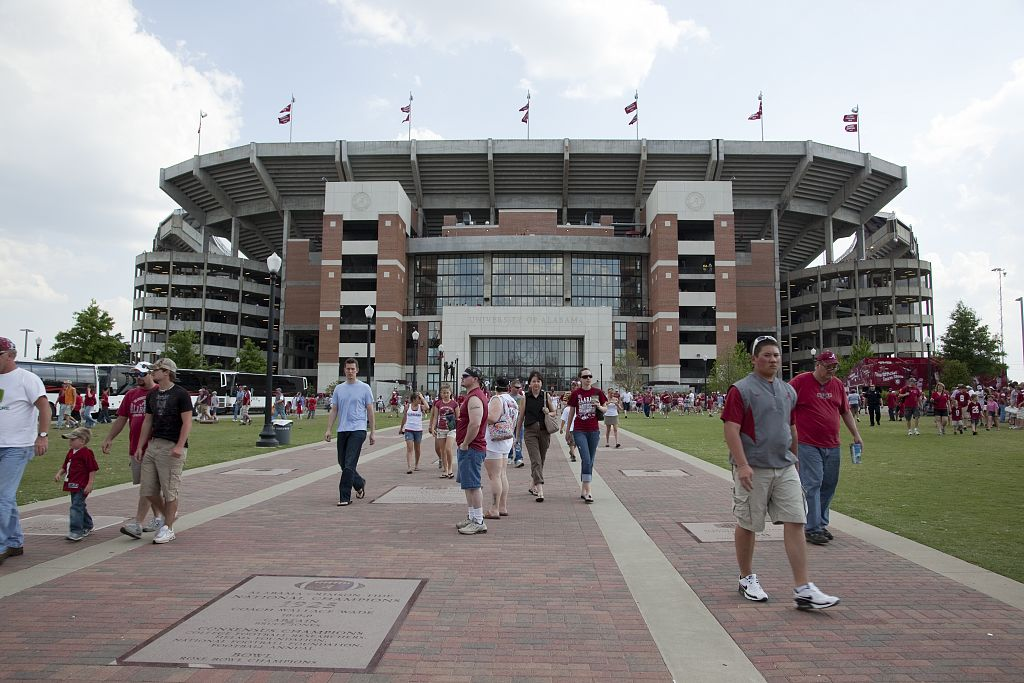
ورزشگاه بریانت-دنی در دانشگاه آلاباما در تاسکالوسا.

مجموعهٔ ورزشی موتورسواری «تلدیگا سوپراسپیدوِی» میزبان مسابقات نسکار است. این ورزشگاه گنجایش ۱۴۳٬۰۰۰ تماشاچی دارد و سیزدهمین ورزشگاه بزرگ جهان و ششمین ورزشگاه بزرگ آمریکاست. «ورزشگاه بریانت-دنی» ورزشگاه خانگی تیم فوتبال آمریکایی دانشگاه آلاباما، ۱۰۱۸۲۱ نفر گنجایش دارد و پنجمین ورزشگاه غیر اتوموبیل‌رانی و موتورسواری آمریکا و هجدهمین ورزشگاه غیر اتوموبیل‌رانی و موتورسواری در جهان است. «ورزشگاه جردن هِیر» ورزشگاه خانگی تیم فوتبال آمریکایی دانشگاه آوبرن، ۸۷٬۴۵۱ نفر گنجایش دارد. این ورزشگاه دوازدهمین ورزشگاه بزرگ دانشگاهی ویژهٔ فوتبال آمریکایی در آمریکاست. «ورزشگاه لژیون فیلد» ورزشگاه خانگی تیم فوتبال آمریکایی باشگاه ورزشی یواِی‌بی بلِیزرس است و ۷۱٬۵۹۴ نفر گنجایش دارد.
ورزشگاه لد-پیبلز از دیگر ورزشگاه‌های مهم آلاباما در موبیل واقع شده‌است. این ورزشگاه میزبان مسابقات دانشگاهی فوتبال آمریکایی موسوم به «سنیور بوول» و همچنین مسابقات آلاباما-میسیسیپی آل استار کلاسیک و ورزشگاه خانگی تیم فوتبال آمریکایی دانشگاه آلابامای جنوبی است. این ورزشگاه در سال ۱۹۴۸ (۱۳۲۷ ه‍.خ) گشایش یافت و ۴۰٬۶۴۶ نفر گنجایش دارد.

## ترابری

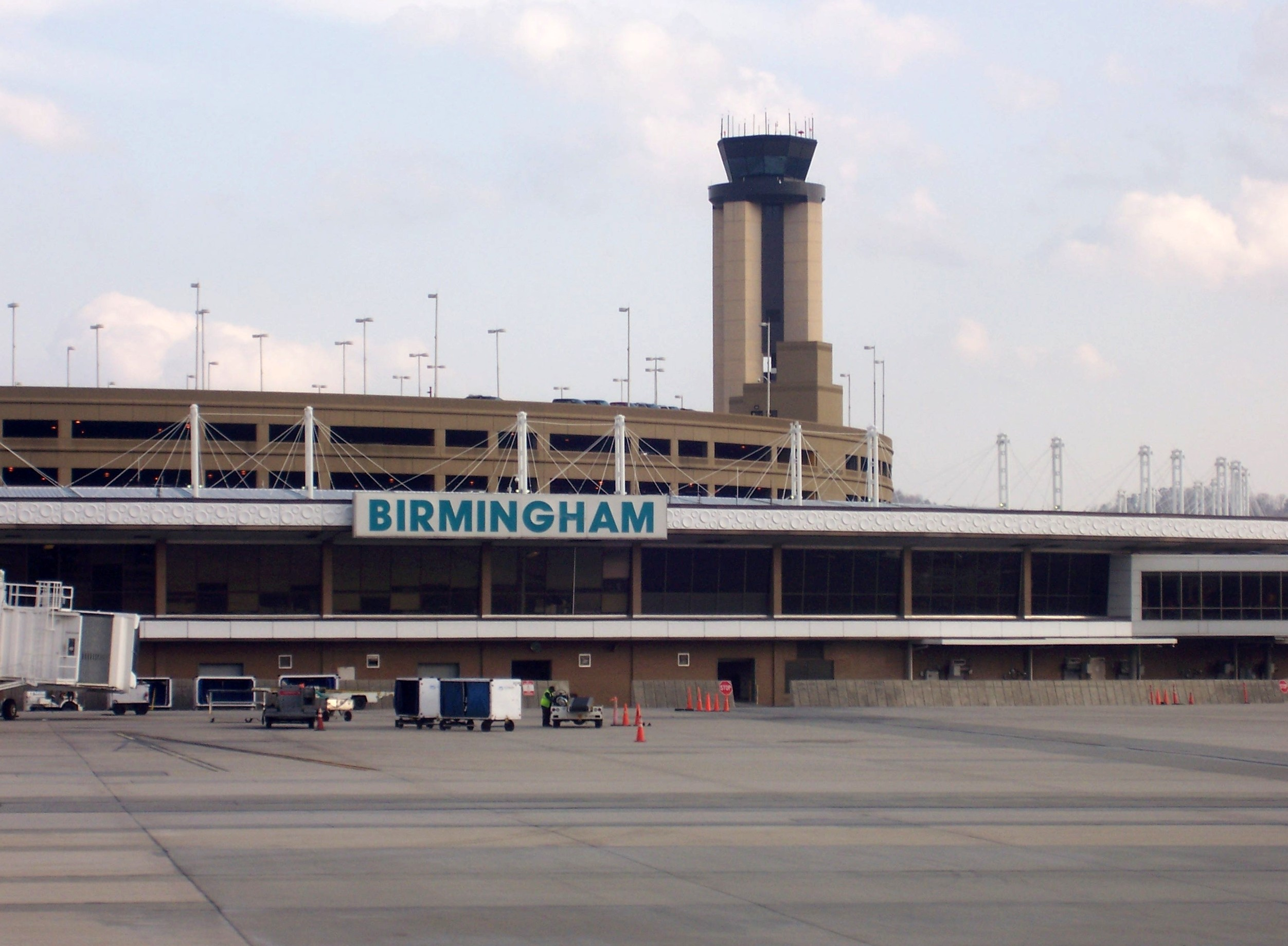
برج مراقبت و پایانهٔ فرودگاه بین‌المللی برمینگهم-شاتلسورث

### ترابری هوایی
فرودگاه‌های بزرگ آلاباما شامل فرودگاه بین‌المللی برمینگهم-شاتلسورث، فرودگاه بین‌المللی هانتسویل، فرودگاه منطقه‌ای دووتن، فرودگاه منطقه‌ای موبیل، فرودگاه منطقه‌ای مونتگمری، فرودگاه منطقه‌ای پریور فیلد، فرودگاه منطقه‌ای تاسکالوسا و فرودگاه منطقه‌ای نورث‌وست آلاباما است.

### راه‌آهن
قطارهای شرکت راه‌آهن امتریک درمسیر خود از نیویورک به نیواورلینز در انیستون، برمینگهم و تاسکالوسا توقف می‌کند.

### جاده‌ها

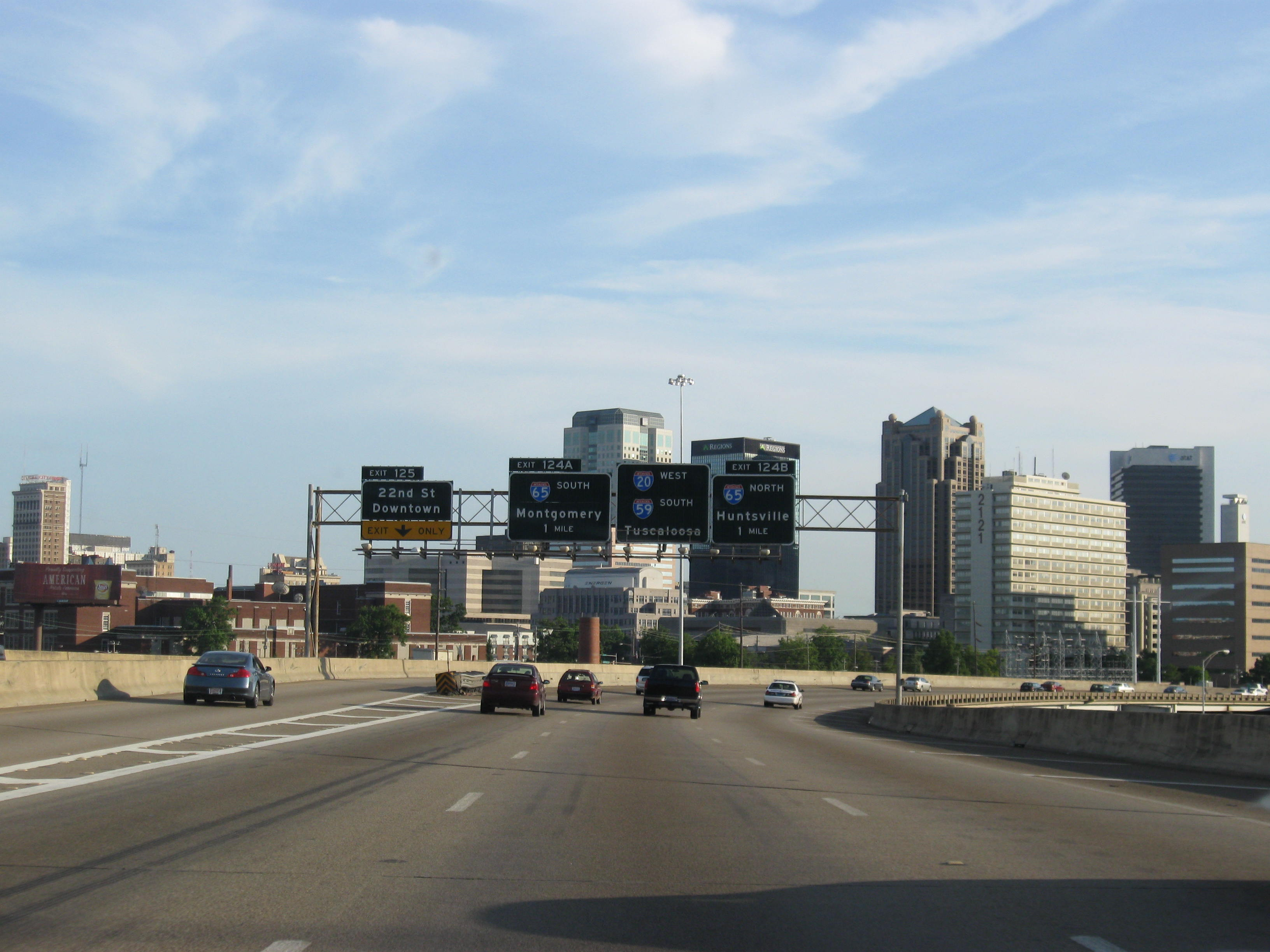
بزرگراه میان‌ایالتی ۵۹ به بزرگراه میان‌ایالتی ۲۰ در مرکز شهر برمینگهم نزدیک می‌شود.

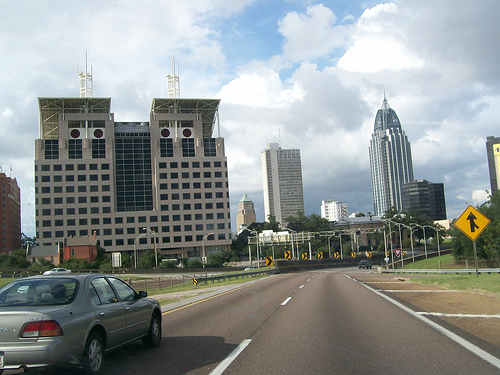
باند شرقی بزرگراه میان‌ایالتی ۱۰ در موبیل که به تونل جورج والاس نزدیک می‌شود.

آلاباما دارای پنج بزرگراه میان ایالتی است که ایالت را به شکل صلیبی قطع می‌کنند. بزرگراه شمال جنوب میان‌ایالتی ۶۵ که تقریباً از وسط ایالت می‌گذرد. بزرگراه‌های میان‌ایالتی ۵۹ و ۲۰ که از وسط مرز غربی آلاباما به سمت شهر برمینگهم کشیده شده‌اند و از آنجا بزرگراه میان‌ایالتی ۵۹ به گوشهٔ شمال شرقی آلاباما می‌رود و بزرگراه میان‌ایالتی ۲۰ به آتلانتا کشیده می‌شود. بزرگراه میان‌ایالتی ۸۵ از مونتگمری آغاز می‌شود و به سمت مرز جورجیا در شمالشرق می‌رود و شاهراه اصلی عبوری به ایالت آتلانتا را می‌سازد. بزرگراه میان‌ایالتی ۱۰ از جنوبی‌ترین نقطهٔ ایالت عبور می‌کند و با گذشتن از موبیل از غرب به شرق کشیده می‌شود. بزرگراه دیگر به نام بزرگراه میان‌ایالتی ۲۲ هم‌اکنون در حال ساخت است که پس از کامل شدن در سال ۲۰۱۴ برمینگهم را به ممفیس متصل می‌کند. افزون بر اینها پنج راه کمکی در آلاباما وجود دارد: "جادهٔ ۱۶۵" در موبیل، "جادهٔ ۳۵۹" در تاسکالوسا، "جادهٔ ۴۵۹" در اطراف برمینگهم، "جادهٔ ۵۶۵" در هانتسویل و "جادهٔ ۷۵۹" در گدسدن. ششمین جادهٔ کمکی به نام "جادهٔ ۶۸۵" ساخته خواهد شد. گذرگاه شمالی برمینگهم به نام "جادهٔ ۴۲۲" نیز در دست طرح‌ریزی است.
چهار راه عوارضی در ایالت وجود دارد: آزادراه مونتگمری در مونتگمری، گذرگاه تاسکالوسا در تاسکالوسا، آزاد راه امرالد ماونتین در وتومپکا و آزادراه ساحلی در آرنج بیچ.
در سال ۲۰۱۱ (۱۳۹۰) آلاباما در میان پنج ایالت «بد» آمریکا از نظر کیفیت تمیزی عمومی جاده‌ای قرار گرفت.

### بندرها

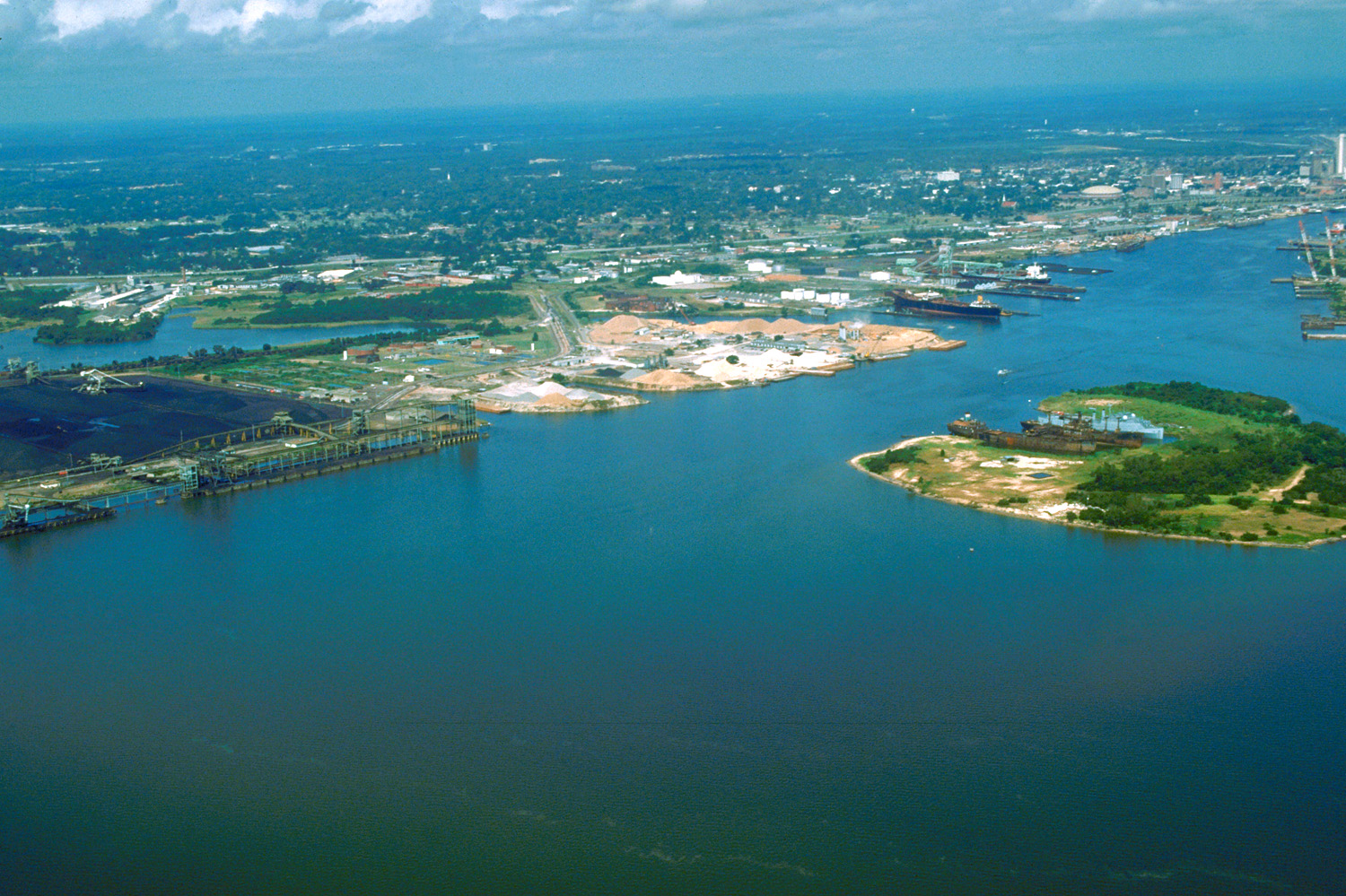
نمای هوایی بندر موبیل

بندر موبیل تنها بندر آلاباما است که به آب‌های شور دسترسی دارد. این بندر یک بندر شلوغ در خلیج مکزیک است که با دسترسی به آبراه درون خشکی تنسی تامبیگبی به ایالت‌های غرب میانه آمریکا دسترسی دارد. بندر موبیل هم‌اکنون از نظر گنجایش کشتی نهمین بندر بزرگ آمریکاست. سایر بندرهای ایالت در رودخانه‌های متصل به خلیج مکزیک قرار دارند.
بندرهای آلاباما از شمال به جنوب به شرح زیر است:
| نام بندر       | موقعیت                             | متصل است به:        |
| -------------- | ---------------------------------- | ------------------- |
| بندر فلارنس    | فلارنس/ماسل شولز، در دریاچه پیکویک | رودخانه تنسی        |
| بندر دیکیتر    | دیکیتر، در دریاچه ویلر             | رودخانه تنسی        |
| بندر گانترزویل | گانترزویل، در دریاچه گرانتزویل     | رودخانه تنسی        |
| بندر برمینگهم  | برمینگهم، در رودخانه بلک واریور    | آبراه تنسی تامبیگبی |
| بندر تاسکالوسا | تاسکالوسا، در رودخانه بلک واریور   | آبراه تنسی تامبیگبی |
| بندر مونتگمری  | مونتگمری، در دریاچه وودروف         | رودخانه آلاباما     |
| بندر موبیل     | موبیل، در موبیل بی                 | خلیج مکزیک          |